# Economía de los Estados Unidos
Los Estados Unidos son la mayor potencia económica y hegemónica del planeta en términos de PIB. Su PIB nominal, estimado en más de 20.5 billones de dólares (USD) en julio de 2019 (20.5 trillons en el sistema de medición anglosajón) representa aproximadamente 1/4 del PIB nominal mundial.. Tanto China y la economía de la Unión Europea tendrían un PIB aun menor pero muy similar. El PIB en paridad de poder adquisitivo (PPA) estadounidense representa 1/5 parte del PIB PPA mundial. A su vez, Estados Unidos mantiene un alto nivel de producción y un PIB per cápita (PPP) de unos 53 042 dólares, el séptimo más alto del mundo, lo que hace en estos términos a Estados Unidos, una de las naciones más ricas del mundo. Si se usa el PIB (PPA) desde 2012-2014 según la fuente China superó a Estados Unidos, aunque no en renta per cápita o PIB nominal. Además, Estados Unidos, sigue siendo el mayor productor industrial del mundo y el país con mayor volumen de comercio internacional, siendo sus principales socios comerciales China, la Unión Europea, Canadá y México.
En resumen, el volumen e influencia de la economía de Estados Unidos hace de su moneda, el dólar estadounidense, y su idioma, el inglés, los medios de comercio y de comunicación sigan siendo muy influyentes a nivel mundial.
Estados Unidos es de economía capitalista de tipo mixto que ha logrado mantener una tasa de crecimiento global del PIB estable, un desempleo moderado y altos niveles en investigación e inversión de capital. Ha sido, sin contar los imperios coloniales, la economía nacional más grande del mundo desde la década de 1890.
Actualmente, la mayor parte de la economía se basa en el sector servicios, pero al contrario que la mayoría de países posindustriales, sigue manteniendo un importante y competitivo sector industrial, especializado en la alta tecnología y sectores punteros, representando un 20 % de la producción manufacturera mundial. De las 500 empresas más grandes del mundo, 133 tienen su sede en Estados Unidos, el doble del total de cualquier otro país en el mundo. El mercado de trabajo en los Estados Unidos ha atraído a inmigrantes de todo el mundo y su tasa neta de migración se encuentra entre las más altas del mundo. Está considerado como el país con más facilidades para hacer negocio y está situado en 4.º lugar en el Índice de Competitividad Global.
Su poderosa moneda, el dólar estadounidense, representa el 60 % de las reservas mundiales, mientras que el euro representa el 24 %. Posee el mayor mercado financiero y es un país que destaca por su influencia en cualquier decisión de tipo económico y político a nivel internacional. Las inversiones extranjeras se valoraron en 2011 en 2.4 billones de dólares, ostentando el primer lugar. Las inversiones estadounidenses en países extranjeros totalizan 3.3 billones de dólares. Al comienzo de 2012, su deuda pública y privada ascendían a 50.2 billones de dólares, más del triple de su PIB. De estos 50.2 billones, casi 15 billones (más del 90 % del PIB) correspondía a la deuda pública. Desde 2010, la UE es su principal socio comercial, por delante de Canadá, China y México, sus principales socios comerciales a nivel nacional.
En 2016, el 1 % de los estadounidenses detenían el 63 % de la riqueza del país según el Boston Consulting Group, y deberían continuar viendo esta proporción aumentar para sobrepasar el 70 % en 2021.
Según Philip G. Alston, el relator sobre pobreza extrema y derechos humanos de la ONU : «Su enorme riqueza y conocimiento contrastan de forma chocante con las condiciones en las que viven grandes cantidades de sus ciudadanos. Unos 40 millones viven en pobreza, 18.5 millones en pobreza extrema y 5.3 millones viven en condiciones de pobreza extrema propias del tercer mundo».

## Comercio exterior
En 2020, el país fue el segundo exportador más grande del mundo (1.64 billones USD, 8.8 % del total mundial). En la suma de bienes y servicios exportados, llega a 2.49 billones USD, perdiendo por poco frente a China, que exportó 2.64 billones USD. En importaciones, en 2019, fue el mayor importador del mundo: 2.56 billones de dólares.

## Sector primario

### Agricultura
En 2018, Estados Unidos:
- Fueron, con mucho, el mayor productor mundial de maíz (392 millones de toneladas). El país ha sido el líder mundial en la producción de maíz durante décadas y sólo recientemente China, con 257.3 millones de toneladas producidas este año, se ha acercado a la producción de América del Norte;
- Fueron el mayor productor mundial de soja (123.6 millones de toneladas), cargo que ocuparon durante muchos años, pero recientemente han estado compitiendo con Brasil por el liderazgo mundial. Brasil superó la producción de soja de Estados Unidos en 2020;[34]
- Fueron el cuarto productor mundial de trigo (51.2 millones de toneladas), solo superados por China, India y Rusia;
- Fueron el tercer productor mundial de remolacha azucarera (30 millones de toneladas), solo superado por Rusia y Francia (la remolacha se utiliza para la fabricación de azúcar y etanol );
- Fueron el décimo productor mundial de caña de azúcar (31.3 millones de toneladas). La caña también se utiliza para la fabricación de azúcar y etanol;
- Fueron el quinto productor mundial de papa (20.6 millones de toneladas), solo superado por China, India, Rusia y Ucrania;
- Fueron el tercer productor mundial de tomates (12.6 millones de toneladas), solo superados por China e India;
- Fueron el tercer productor mundial de algodón (11.4 millones de toneladas), solo superado por China e India;
- Fueron el duodécimo productor mundial de arroz (10.1 millones de toneladas);
- Fueron el mayor productor mundial de sorgo (9.2 millones de toneladas);
- Fueron el tercer productor mundial de uva (6.8 millones de toneladas), solo superado por China e Italia;
- Fueron el cuarto productor mundial de naranja (4.8 millones de toneladas), solo superados por Brasil, China e India;
- Fueron el segundo productor mundial de manzana (4.6 millones de toneladas), solo superado por China;
- Fueron el tercer productor mundial de cebolla (3.2 millones de toneladas), solo superado por China e India;
- Fueron el tercer productor mundial de maní (2.4 millones de toneladas), solo superado por China e India;
- Fueron el mayor productor mundial de almendras (1.8 millones de toneladas);
- Fueron el segundo productor mundial de fresa (1.3 millones de toneladas), solo superado por China;
- Fueron el décimo productor mundial de avena (814 kilotoneladas);
- Fueron el octavo productor mundial de limón (812 kilotoneladas);
- Fueron el tercer productor mundial de pera (730 kilotoneladas), solo superado por China e Italia;
- Fueron el tercer productor más grande de arveja verde en el mundo (722 kilotoneladas), solo superado por China e India;
- Fueron el sexto productor mundial de melocoton (700 kilotoneladas);
- Fueron el segundo productor mundial de nuez (613 kilotoneladas), solo superado por China;
- Fueron el segundo productor mundial de pistacho (447 kilotoneladas), solo superado por Irán;
- Fueron el tercer productor mundial de lentejas (381 kilotoneladas), solo superado por Canadá e India;
- Fueron el segundo productor mundial de espinacas (384 kilotoneladas), solo superado por China;
- Fueron el cuarto productor mundial de ciruela (368 kilotoneladas), solo superado por China, Rumania y Serbia;
- Fueron el cuarto productor mundial de tabaco (241 kilotoneladas), solo superado por China, Brasil e India;
- Produjeron 3.6 millones de toneladas de lechuga y achicoria;
- Produjeron 3.3 millones de toneladas de cebada;
- Produjeron 1.7 millones de toneladas de frijoles;
- Produjeron 1.7 millones de toneladas de sandía;
- Produjeron 1.6 millones de toneladas de colza;
- Produjeron 1.5 millones de toneladas de zanahorias;
- Produjeron 1.2 millones de toneladas de coliflor y brócoli;
- Produjeron 960 kilotoneladas de girasol;
- Produjeron 804 kilotoneladas de mandarina;

Además de producciones menores de otros productos agrícolas, como melón (872 kilotoneladas), calabaza (683 kilotoneladas), pomelo (558 kilotoneladas), arándano rojo (404 kilotoneladas), cereza (312 kilotoneladas), arándano azul (255 kilotoneladas), centeno (214 kilotoneladas), aceituna (138 kilotoneladas), etc.
La gran diversidad de climas y suelos permite una agricultura con toda gama de productos propios de regiones templadas y subtropicales, dotadas de las más modernas técnicas agropecuarias, lo que convierte a Estados Unidos en uno de los mayores productores mundiales de una gran variedad de productos agropecuarios. La mayor parte de la superficie agrícola se destina al cultivo de los cereales (77.83 millones de hectáreas), entre los cuales se destacan el trigo (23.35 millones de ha, 12.5 % de la producción mundial) y el maíz (27.86 millones de ha y 40 % de la producción mundial). En ambos casos, Estados Unidos es el primer productor y exportador mundial[cita requerida].
Entre los cultivos industriales resalta el algodón (16 % de la producción mundial de semilla y 18.5 % de fibras, con 5.19 millones de ha y cuya producción está encabezada por los estados de Texas, California, Misisipi y Arizona); la soja (23.45 millones de ha y primer productor mundial), maní, tabaco, caña de azúcar y remolacha azucarera. En la producción de frutas y hortalizas, Estados Unidos ocupa los primeros lugares en casi todos los productos, entre los que destacan manzanas, melocotones, cítricos (naranjas, pomelos y limones), uvas, tomates, papas y cebollas. California y Florida son los primeros estados hortofrutícolas[cita requerida].
Los datos estadísticos de la producción en el medio agrario de los EE. UU. son recogidos por el Departamento de Agricultura de los Estados Unidos, en adelante USDA por sus siglas en inglés.
Según un estudio de la ONG británica Oxfam, publicado en 2016, la gran mayoría de los 250 000 trabajadores del sector agrícola se ven privados del derecho a usar el retrete para aumentar su productividad. Muchos de ellos se ven obligados a usar pañales para trabajar en sus empresas y «reducir su ingesta de líquidos y líquidos a niveles peligrosos». Para la ONG, esto es un deterioro de la condición humana de los empleados que ya «ganan salarios bajos y sufren altos índices de lesiones y enfermedades».

#### Algodón
Estados Unidos ocupa el tercer lugar en producción, detrás de China y la India. Casi todo el crecimiento y la producción de fibra de algodón se produce en los estados del sur y el oeste, destacando Texas, California, Arizona, Misisipi, Arkansas y Luisiana. Más del 99 % del algodón cultivado en los Estados Unidos es de la variedad Upland, y el resto es American Pima. La producción de algodón es una industria de 25 000 millones de dólares por año, empleando a más de 200 000 personas en total. La estimación final de la producción de algodón de EE. UU. fue en 2012 de 17.31 millones de pacas, con las cifras correspondientes para China e India de 35 millones y 26.5 millones de pacas, respectivamente.
Cuatro de los cinco principales importadores de algodón producido en los EE. UU. se encuentran en América del Norte; el principal destino es Honduras, con alrededor del 33 % del total, aunque ha disminuido ligeramente en los últimos años. El siguiente importador más importante es México, con alrededor del 18 %, una cifra que ha sido ampliamente estable, y luego la República Dominicana, aunque las exportaciones han disminuido como una proporción del total en los últimos años. China importó alrededor del 11 % del algodón de los EE. UU. El año pasado, lo que representó un fuerte aumento con respecto a temporadas anteriores, lo que le permitió superar a El Salvador, que ha importado consistentemente alrededor del 8-9% del total. Las exportaciones de algodón a China crecieron de 46 millones de dólares en 2000 a más de 2000 millones en 2010.

#### Soja
| Producción de soja – Año 2016                              | Producción de soja – Año 2016      |
| País                                                       | Producción (millones de toneladas) |
| ---------------------------------------------------------- | ---------------------------------- |
| Estados Unidos                                             | 103,4                              |
| Brasil                                                     | 103,0                              |
| Argentina                                                  | 57,0                               |
| China                                                      | 12,2                               |
| India                                                      | 11,7                               |
| Paraguay                                                   | 9,0                                |
| Canadá                                                     | 6,0                                |
| Total                                                      | 324,2                              |
| Fuente: GlobalSoyBeanProduction.com, republished from USDA |                                    |

Los Estados Unidos, Brasil y Argentina son los productores de soja más grandes del mundo y representan más del 80 % de la producción mundial de soja (tabla).
En la ronda Dillon 1960 del Acuerdo General sobre Aranceles Aduaneros y Comercio (GATT), los Estados Unidos garantizaron el acceso libre de aranceles para su soja al mercado europeo. En la década de 1960, Estados Unidos exportó más del 90 % de la soja del mundo. En 2005, los principales exportadores de soja fueron Argentina (39 % de las exportaciones mundiales de soja), Estados Unidos (37 %) y Brasil (16 %), mientras que los principales importadores fueron China (41 % de las importaciones mundiales de soja), Unión Europea (22 %), Japón (6 %) y México (6 %).
Antes de los años 20 del siglo XX, la soja era principalmente un cultivo forrajero en los EE. UU., una fuente de aceite, harina (para piensos) y productos industriales, con muy poco uso como alimento humano. Sin embargo, asumió un papel importante después de la Primera Guerra Mundial. Durante la Gran Depresión, las regiones afectadas por la sequía (Dust Bowl) de los Estados Unidos pudieron usar soja para regenerar su suelo debido a sus propiedades fijadoras de nitrógeno. Las granjas estaban aumentando la producción para satisfacer las demandas del gobierno, y Henry Ford se convirtió en un promotor de la soja. En 1931, Ford contrató a los químicos Robert Boyer y Frank Calvert para producir seda artificial. Tuvieron éxito en hacer una fibra textil de fibras de proteína de soja hiladas, endurecidas o curtidas en un baño de formaldehído, que recibió el nombre de Azlon. Nunca llegó al mercado comercial. El aceite de soja se utilizó para pintar los automóviles, así como el líquido para los amortiguadores.
El tofu se introdujo en los campos de internamiento japoneses estadounidenses durante la Segunda Guerra Mundial, y gradualmente se extendió a la cocina convencional. Se desarrollaron nuevas variedades para mejorar la suavidad del aceite de soja. La contracultura en la región de San Francisco populariza los alimentos de soja. Aunque prácticamente no se pudo ver en 1900, en 2000 cubrieron más de 70 millones de acres, solo superado por el maíz, y se convirtió en el cultivo comercial más grande de Estados Unidos.
En abril de 2018 China, en pleno conflicto comercial con los EE. UU., anunció subida de aranceles para las importaciones de soja de los EE. UU.

#### Cereal

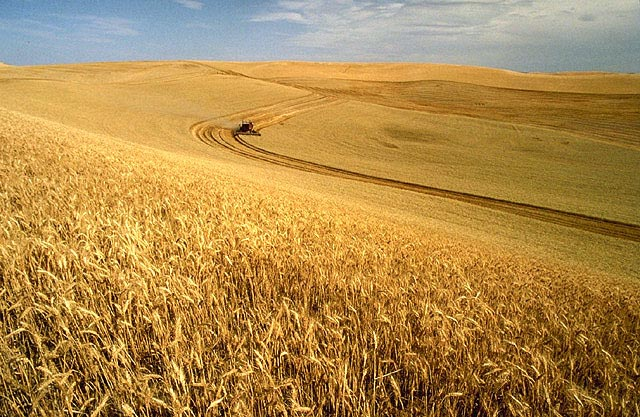
Cultivo de secano en Idaho

Estados Unidos ocupa un lugar relevante en el cultivo de trigo. Ocupa la quinta posición a nivel mundial y el primer exportador. De acuerdo con los datos del USDA, los cinco principales productores de trigo, entre los que se encontraría los EE. UU., cosechan el 70 % del total mundial. Este total se aproxima a las 740 millones de toneladas, de los que EE. UU. produce 62.8 millones. Los EE. UU. cultivan dos variedades de trigo en función de la estación, invierno o primavera, dureza (duro o blando) o color (rojo o blanco). Los cinco principales estados productores en 2016 fueron: Kansas, con 62 858 toneladas, Dakota del Norte, con 12 720 toneladas, Montana, con 5788 toneladas, Oklahoma, con 3715 toneladas y Texas, con 2438 toneladas.
El cultivo de maíz se desarrolla principalmente en dos zonas: El «Medio Oeste estadounidense» (o Midwest en inglés) y las planicies (o «Grandes Llanuras») que van de norte a sur destacando Dakota del Norte, Dakota del Sur, Nebraska y Kansas. La suma de estos estados se pueden denominar Corn Belt o «Cinturón Maicero». Los cinco principales estados productores en 2016 fueron: Iowa, con 69 millones de toneladas, Illinois, con 57 millones, Nebraska, con 43 millones, Minesota, con 39 millones, e Indiana, con 24 millones.

#### Frutales
Los EE. UU. son los segundos productores mundiales de manzana después de China y por delante de Polonia. Los tres Estados con mayor producción son Washington, Nueva York y Míchigan. La temporada de cosecha se produce en agosto en el norte y en septiembre en el este y el oeste.

### Ganadería

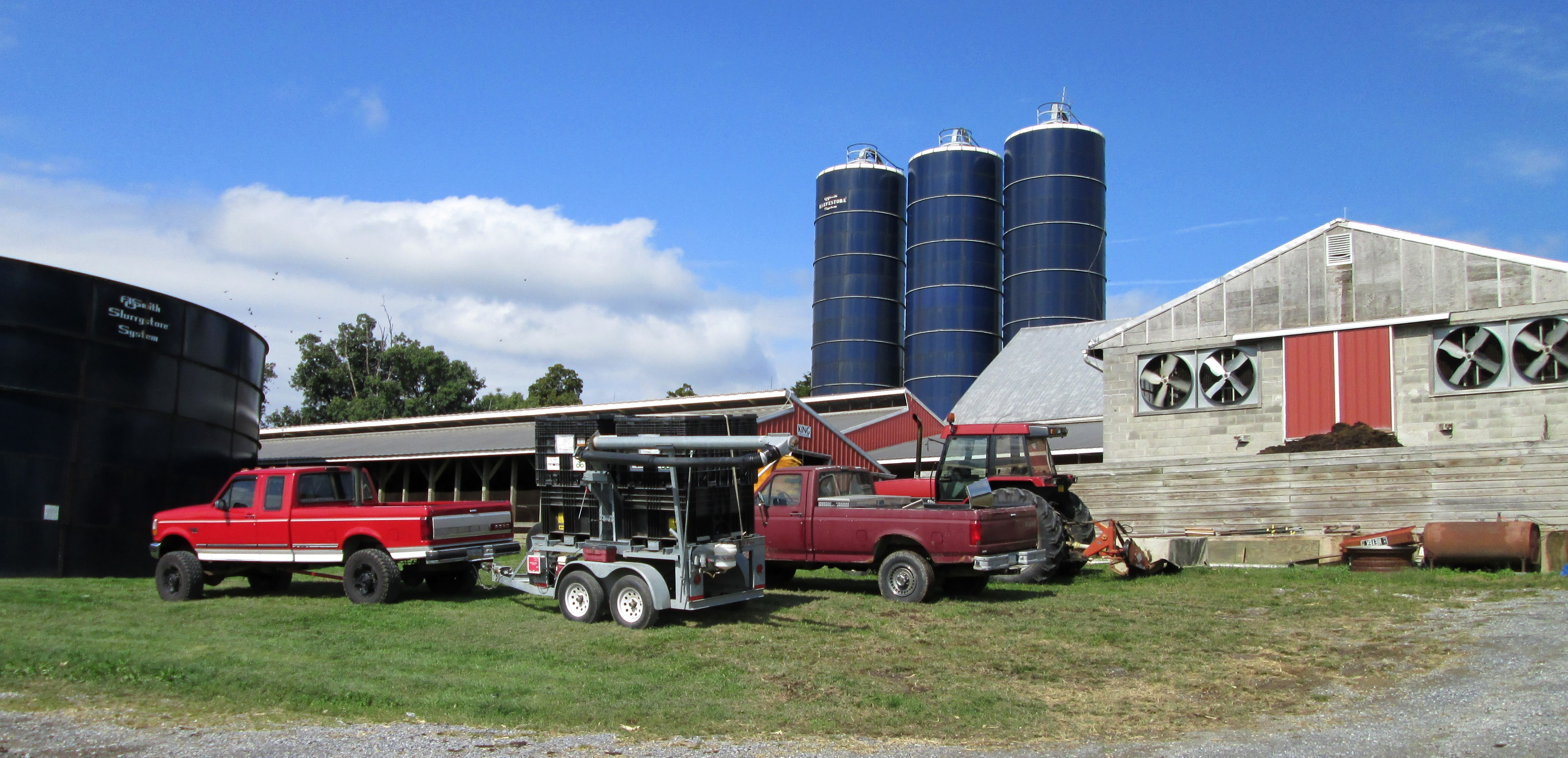
Granja en Pensilvania

En ganadería, Estados Unidos fue, en 2019, el mayor productor mundial de carne vacuna, con una producción de 12.3 millones de toneladas; el mayor productor mundial de carne de pollo, con una producción de 20.1 millones de toneladas; el mayor productor mundial de leche de vaca, con una producción de 99 000 millones de litros; el segundo productor mundial de carne de cerdo (solo superado por China), con una producción de 12.5 millones de toneladas; el sexto productor mundial de miel, con una producción de 71,1 kilotoneladas, entre otros.
Igualmente, la ganadería de Estados Unidos es la primera del mundo no por el número de cabezas, sí no, por el elevado rendimiento obtenido en productos alimentarios y por la equilibrada integración existente entre la agricultura y la ganadería. Las principales cabañas son la vacuna, porcina y bovina. Estados Unidos es el primer productor mundial de carne, leche, mantequillas y huevos.

#### Ganadería bovina

Ganadería bovina en California

En 2016 aumentó en un 2 % el censo de ganado vacuno de los EE. UU. contando a comienzos de ese año con 93.6 millones de cabezas. El ganado destinado a la producción de carne alcanza los 31.2 millones, con un incremento del 3 %. Las proyecciones para la ganadería bovina entre los años 2018-2026 son al alza, con un aumento del 12 % para la segunda fecha. Se espera un aumento continuado anual del 1 % para la producción de carne, con lo que se pasaría de 11.25 millones de toneladas en 2016 a 12.6 en 2026. Si se cumplen estas estimaciones, el país mantendrá su posición como cuarto exportador mundial, tras Australia, India, y Brasil.

#### Ganadería ovina
En enero de 2016, el número de ovejas era de 5,3 millones. La American Sheep Industry Association publicó su Estudio de Impacto Económico 2017, que muestra que los 88 000 productores ovinos del país generaron volumen económico total de 5800 millones de dólares en 2016.

#### Ganadería porcina

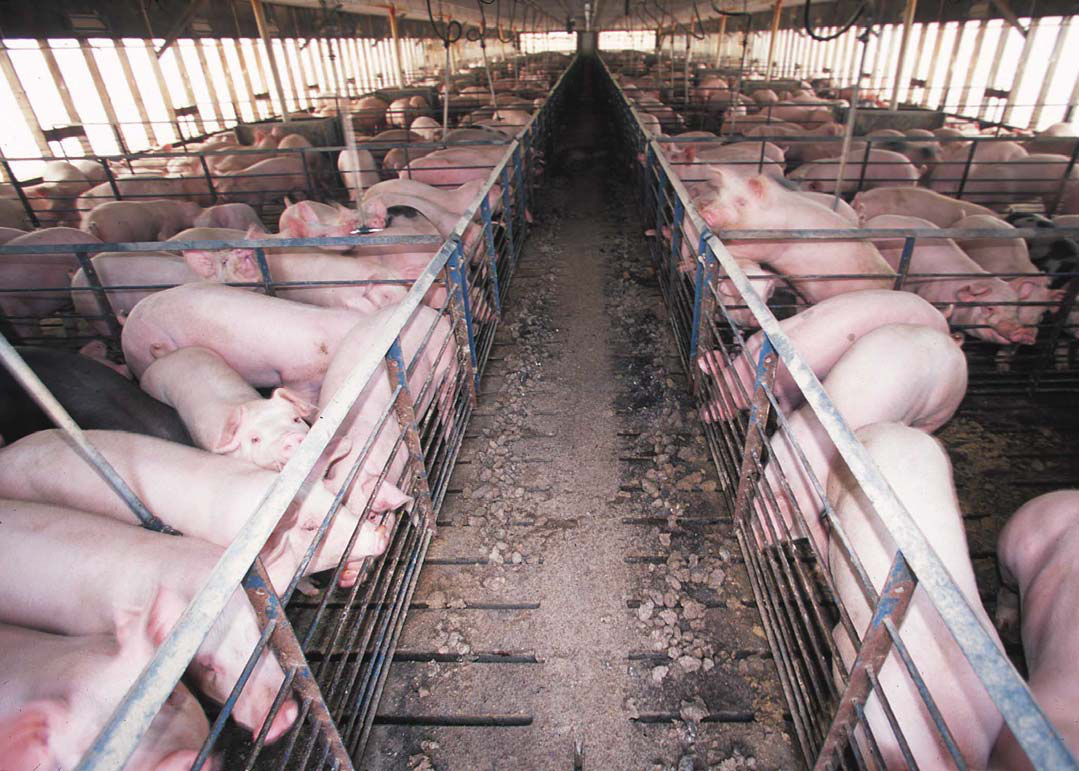
Ganadería intensiva porcina en el medio oeste de los EE. UU.

La cabaña porcina llegó el 1 de diciembre de 2017 las 73.2 millones de cabezas, de acuerdo con el USDA. Este valor es un 2 % más alto que la de finales de 2016 y la más alta desde la última década. El remonte de los precios, así como el aumento de las exportaciones de EE. UU. han favorecido el incremento de producción. La producción de carne de cerdo sería la que registraría mayor crecimiento, según las proyecciones para los años 2018-2026, alrededor de un 1.3 % anual. Se espera que crezca por un lado la demanda interna y las exportaciones gracias a la mayor competitividad del porcino estadounidense.

#### Ganadería avícola
De acuerdo con el USDA, la Producción mundial de carne de pollo siguió creciendo en 2017 y superará los 90 millones de toneladas en 2018. Según proyecciones para los años 2018-2026, el crecimiento de la producción de carne de pollo y pavo asistirá a una desaceleración con un crecimiento inferior al 1 %, con el consiguiente aumento de los precios. EE. UU. se mantendrá como segundo mayor exportador del mundo de carne de ave tras Brasil.

### Pesca

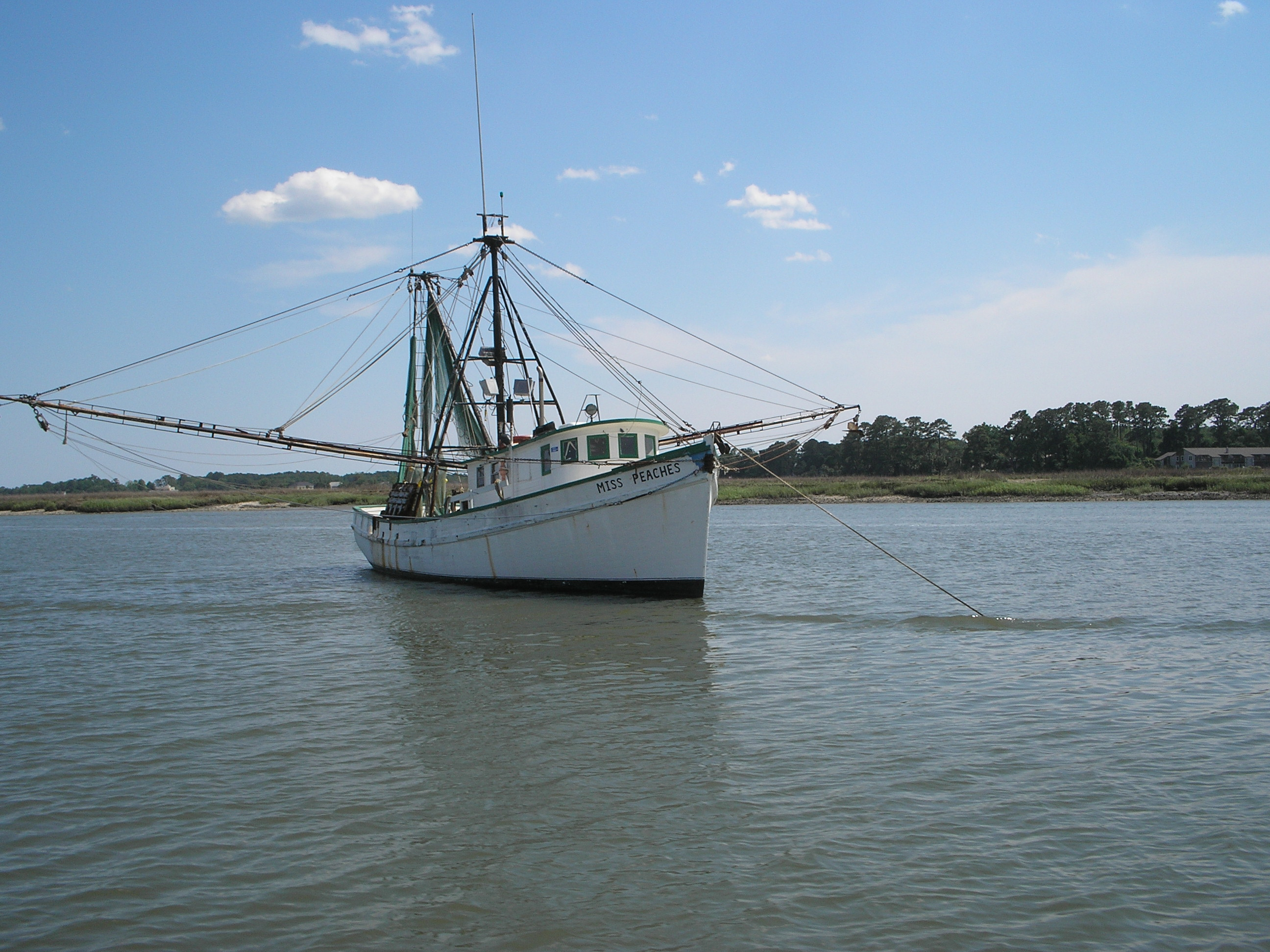
Pesca en Tybee Island, estado de Georgia

La pesca tiene una importancia relativa para la economía estadounidense (6 % de las capturas mundiales) y las especies más destacadas en este rubro son salmón, atún, fletan, arenque y bonito.
Al igual que con otros países, la zona económica exclusiva (ZEE) de 200 millas náuticas (370 km) frente a las costas de los Estados Unidos confiere a su industria pesquera derechos especiales de pesca. Cubre 11.4 millones de kilómetros cuadrados (4.38 millones de millas cuadradas), siendo la zona más grande del mundo, excediendo el área terrestre de los Estados Unidos.
Según la FAO, en 2005 los Estados Unidos recolectaron 4 888 621 toneladas de pescado de las pesquerías silvestres y otras 471 958 toneladas de la acuicultura. Esto convirtió a los Estados Unidos en el quinto productor de pescado después de China, Perú, India e Indonesia, con un 3.8 % del total mundial.
En la actualidad, las pesquerías continentales y las pesquerías cerca de la costa son administradas por comisiones de pesca estatales (o regionales o de condado). Las jurisdicciones estatales generalmente se extienden 3 millas náuticas (6 km) hacia el mar. Las pesquerías costeras en la ZEE más allá de las jurisdicciones estatales son responsabilidad del sistema federal. Las principales instituciones del sistema federal son ocho consejos regionales de gestión pesquera y el Servicio Nacional de Pesca Marina (NMFS), también conocido como Pesquerías NOAA.
El NMFS trabaja en asociación con los consejos regionales de gestión pesquera para evitar la sobrepesca y restablecer las poblaciones sobreexplotadas. Los objetivos son reducir la intensidad de la pesca, controlar las pesquerías e implementar medidas para reducir capturas accidentales y proteger el hábitat de la reserva marina.

#### Piscifactorías

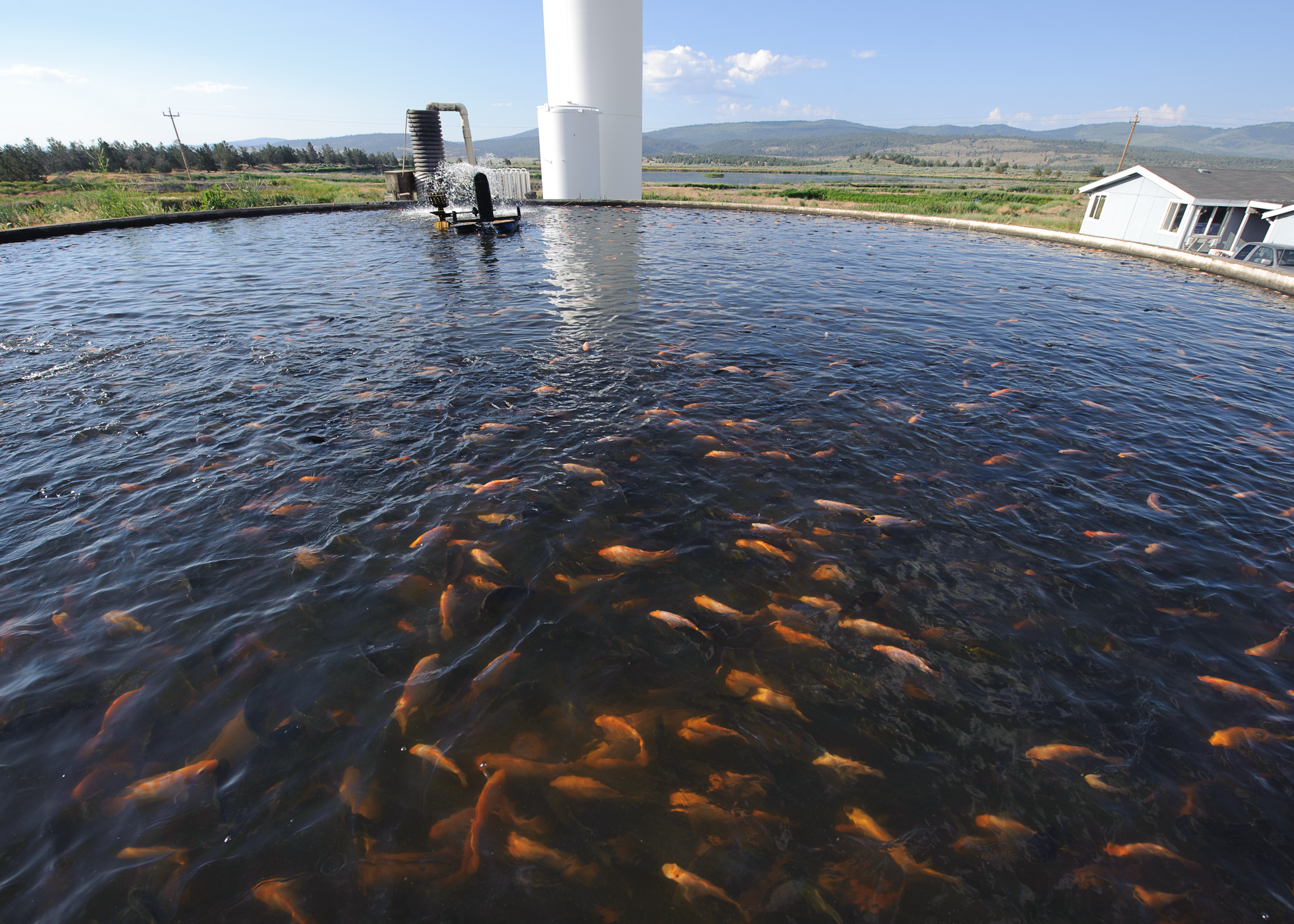
Cría de tilapia en California

El valor de los productos acuícolas aumentó de 45 millones de dólares en 1974 a aproximadamente 866 millones de dólares (para un total de 393 400 toneladas) en 2003.
La acuicultura, en los Estados Unidos, incluye el cultivo de peces y crustáceos que crecen hasta alcanzar el tamaño de mercado en estanques, tanques, jaulas o canales y se liberan en la naturaleza. La acuicultura también se utiliza para apoyar la pesca marina comercial y recreativa mejorando o reconstruyendo poblaciones de poblaciones silvestres. También incluye el cultivo de peces ornamentales para el comercio de acuarios, así como especies de plantas utilizadas en diversos productos farmacéuticos, nutricionales y biotecnológicos.
Según la FAO, en 2004 Estados Unidos ocupó el décimo lugar en producción acuícola total, detrás de China, India, Vietnam, Tailandia, Indonesia, Bangladés, Japón, Chile y Noruega. Estados Unidos importa productos acuícolas de estos y otros países y opera un déficit comercial anual de productos del mar de más de 9000 millones de dólares.
La producción acuícola total de EE. UU., incluidas las plantas acuáticas, es de aproximadamente mil millones de dólares anuales, en comparación con la producción mundial total de aproximadamente setenta mil millones. Solo alrededor del 20 % de la producción acuícola de los EE. UU. proviene de especies marinas. La NOAA estima que la producción acuícola doméstica anual de todas las especies de EE. UU. podría aumentar de alrededor de 0.5 millones de toneladas a 1.5 millones de toneladas para el año 2025.

### Silvicultura

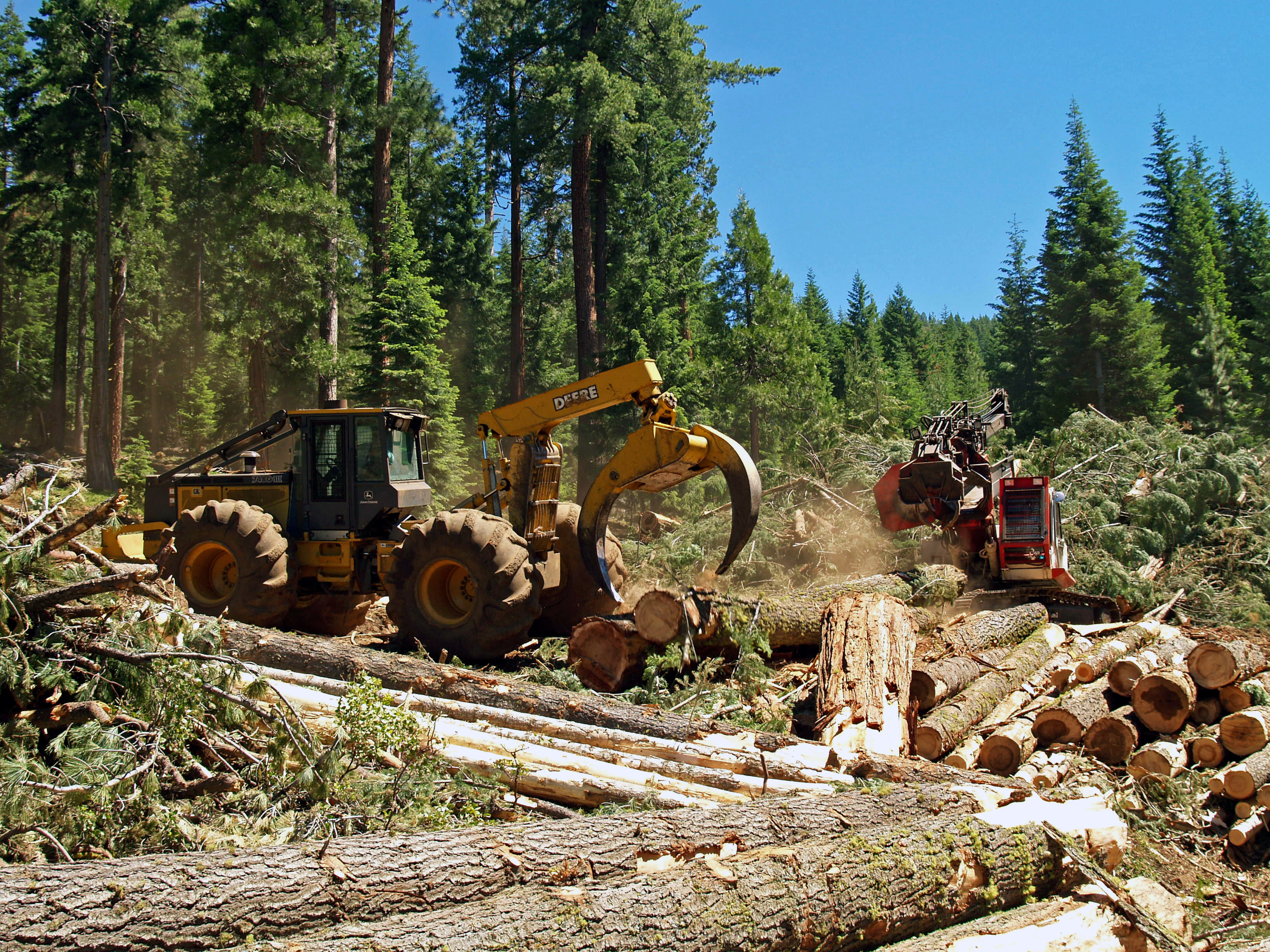
Explotación maderera en Oregón

La superficie forestal ocupa un tercio del territorio y se localiza en mayor extensión en los Apalaches, las Montañas Rocosas y la Sierra Nevada. Las especies arbóreas más abundantes son los pinos y los abetos. En la actualidad, los EE. UU destinan alrededor de 290 millones de hectáreas a actividades forestales siendo una tercera parte de esta superficie protegida. Cada año se plantan alrededor de mil millones de árboles con fines comerciales.
En la actualidad existe una importante economía maderera en los EE. UU., que emplea directamente a unas 500 000 personas en tres industrias: explotación maderera, aserradero y panel.
La producción anual en los EE. UU. es de más de 9 144 000 000 millones de tablas, convirtiendo a los EE. UU. en el mayor productor y consumidor de madera. A pesar de los avances en la tecnología y la conciencia de la seguridad, la industria maderera sigue siendo una de las industrias más peligrosas del mundo.
Si bien existen desafíos en el mercado actual, los EE. UU. siguen siendo el segundo mayor exportador de madera en el mundo. Sus principales mercados son Japón, México, Alemania y el Reino Unido. Debido a los mayores costos de mano de obra en el país, es una práctica común exportar las materias primas, convertirlas en productos terminados e importarlas nuevamente a los Estados Unidos. Por esta razón, se exportan más productos crudos, incluidos troncos y astillas de madera para pasta, que importados, mientras que los productos acabados como madera aserrada, madera contrachapada y chapa, y productos de paneles tienen mayores importaciones que exportaciones.

## Riqueza del subsuelo

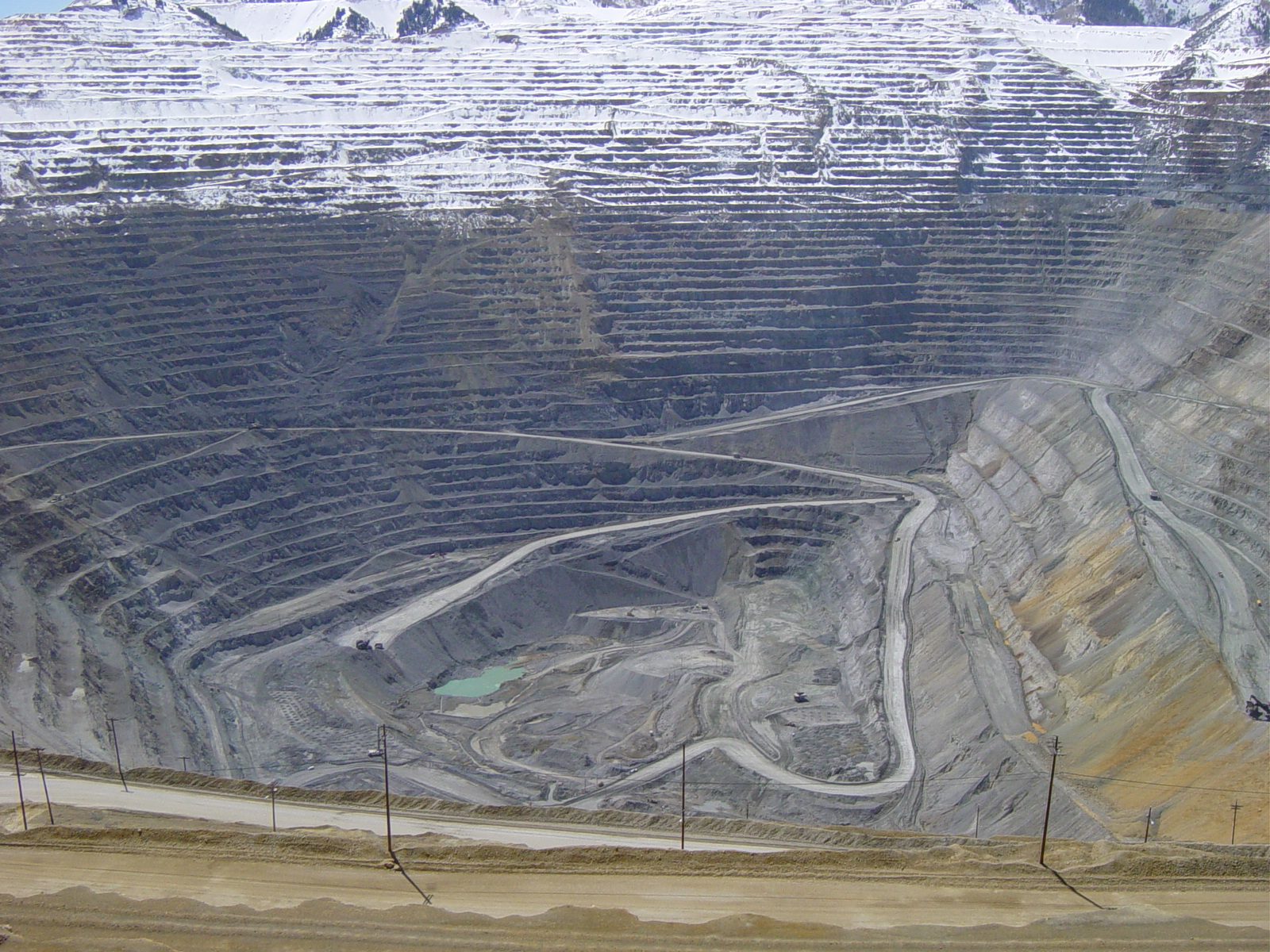
Mina del cañón de Bingham al suroeste de Salt Lake City, Utah

Su mayor riqueza se centra en el subsuelo: Estados Unidos posee un tercio de las reservas mundiales de carbón (más de 240 000 millones de tm), produciendo el 22 % del carbón consumido a nivel mundial.[cita requerida] Las principales cuencas están en los Grandes Lagos, vertiente occidental de los Apalaches (desde Pensilvania hasta Alabama), sector oriental de las Rocosas y en las llanuras centrales. El petróleo es abundante: los estados petroleros por excelencia son Texas (30 % de la producción nacional), Luisiana (15 %), Alaska (20 %) y California (13 %). La capacidad de refinamiento es de 15 000 millones de barriles diarios y sus reservas están calculadas en 22 300 millones de barriles (decimotercera más grande del mundo). Junto a las zonas petroleras hay ricos yacimientos de gas natural, principalmente en Texas y Luisiana. El uranio, del cual es el quinto productor mundial, sirve para abastecer a las 105 centrales nucleares del país.

### Minería
En 2019, el país fue el cuarto productor mundial de oro; quinto productor mundial de cobre; 5.º productor mundial de platino; Décimo productor mundial de plata; Segundo mayor productor mundial de renio; Segundo productor mundial de azufre; 3.er productor mundial de fosfato; 3.er productor mundial de molibdeno; 4.º productor mundial de plomo; 4.º productor mundial de zinc; 5.º productor mundial de vanadio; 9.º productor mundial de mineral de hierro; Noveno productor mundial de potasa; 12.º productor mundial de cobalto; 13.º productor mundial de titanio; el mayor productor mundial de yeso; 2.º productor mundial de cianita; 2.º productor mundial de piedra caliza; además de ser el segundo productor mundial de sal. Fue el décimo productor mundial de uranio en 2018.
Estados Unidos ocupa el primer lugar en la producción de carbón, uranio, molibdeno, fosfatos, magnesio, plata, oro, platino, aluminio y lugares destacados en la producción de otros (hierro, plomo, zinc, mercurio, wolframio, amianto, cadmio, entre otros). A pesar de extraer el 20 % de los minerales en el mundo, es importador neto de muchos otros tales como bauxita, estaño, manganeso, cobalto, cromo, níquel, titanio y vanadio.

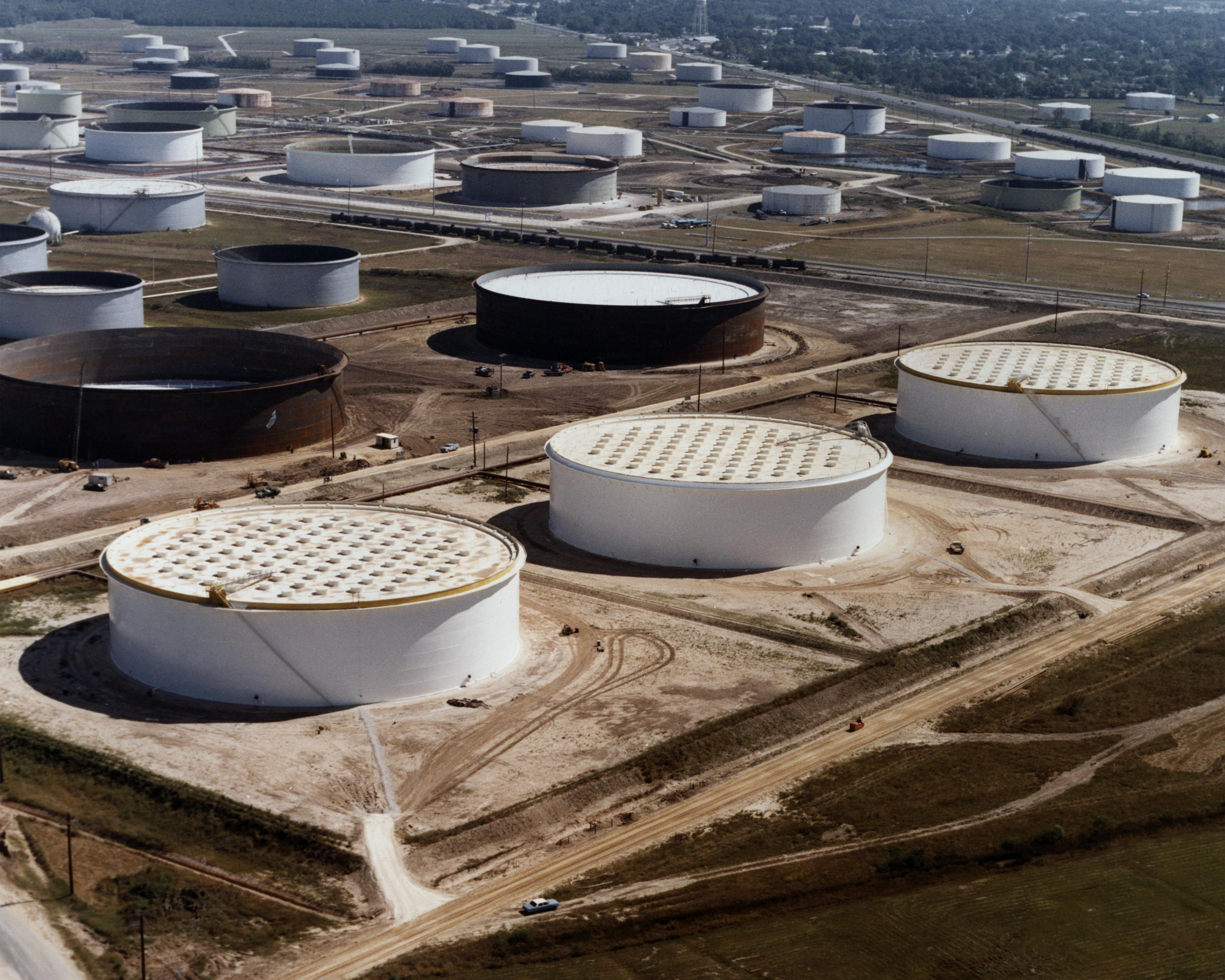
Reserva estratégica de petróleo en Nederland, Texas

Principales elementos explotados en la minería de los EE. UU. en 2015
| Rango                                                                               | Mercancía                     | Valor en miles de millones de USD |
| ----------------------------------------------------------------------------------- | ----------------------------- | --------------------------------- |
| 1                                                                                   | Carbón                        | 31,3                              |
| 2                                                                                   | Roca triturada                | 13,8                              |
| 3                                                                                   | Cemento                       | 9,8                               |
| 4                                                                                   | Arena y grava industrial      | 8,3                               |
| 5                                                                                   | Cobre                         | 7,6                               |
| 6                                                                                   | Oro                           | 7,6                               |
| 7                                                                                   | Construcción de arena y grava | 7,2                               |
| 8                                                                                   | Mineral de hierro             | 3,8                               |
| Fuente: Encuesta Geológica de EE. UU. Resúmenes de materias primas minerales, 2016. |                               |                                   |

#### Carbón

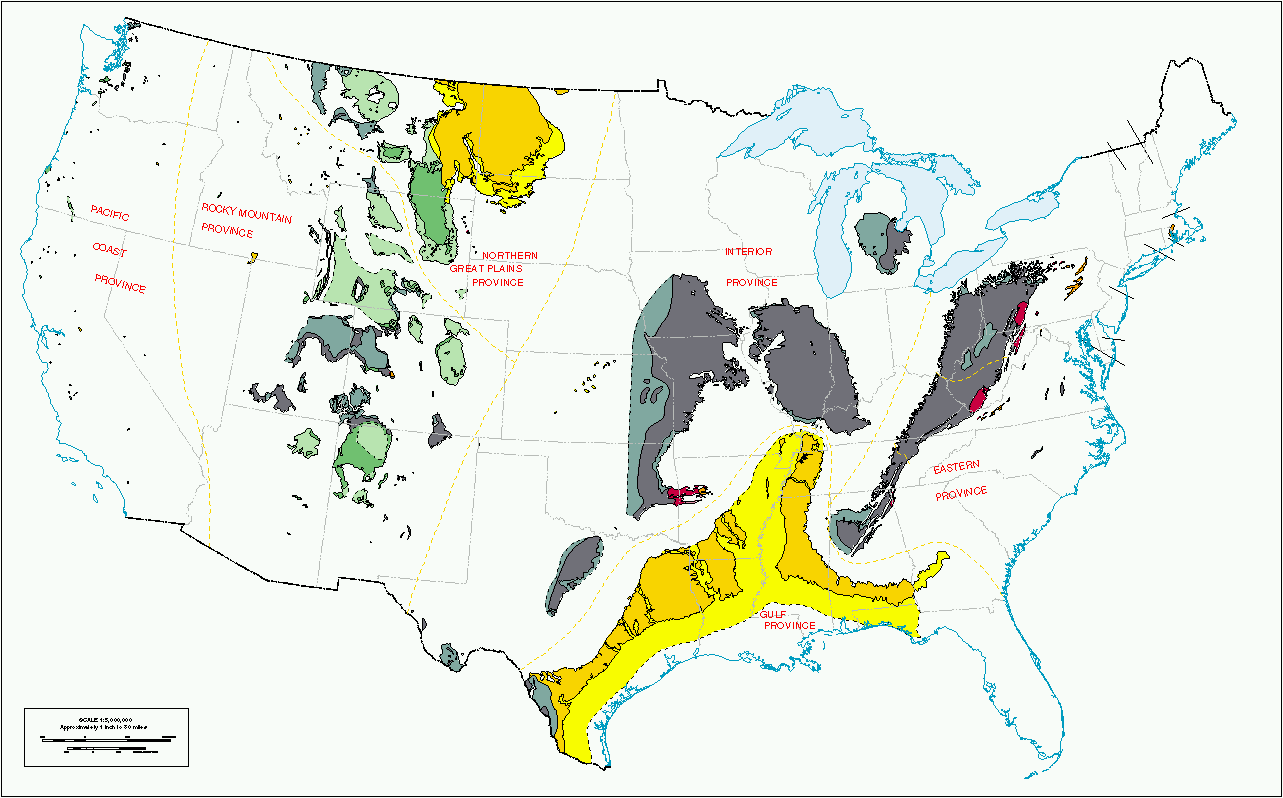
Regiones carboníferas de los EE. UU. en 1996

La extracción de carbón en los Estados Unidos es una industria en transición. La producción en 2016 cayó un 37 % desde la producción máxima de 1162.7 millones de toneladas en 2006. El empleo de 50 000 mineros de carbón bajó desde un máximo de 883 000 en 1923. La generación de electricidad es el mayor destino del carbón y se utiliza para producir el 50 % de la energía eléctrica en 2005 y el 30 % en 2016: 1 El país es un exportador neto de carbón. Las exportaciones de carbón de EE. UU., para las cuales Europa es el cliente más grande, alcanzaron su punto máximo en 2012, y han disminuido desde entonces. En 2015, EE. UU. exportó 7.0 % de carbón extraído.
El carbón sigue siendo un factor importante en los 25 estados en los que se extrae. Según la Administración de Información de Energía (EIA) de EE. UU., en 2015 Wyoming, West Virginia, Kentucky, Illinois y Pensilvania produjeron aproximadamente 639 millones de toneladas, que representan el 71 % de la producción total de carbón de EE. UU.
El carbón más duro, la antracita, originalmente utilizado para la producción de acero, la calefacción y como combustible para barcos y ferrocarriles, en el año 2000 se redujo a una porción insignificante de la producción. El carbón bituminoso más blando reemplazó al antracita para la producción de acero. Los carbones sub-bituminosos y lignitos aún más blandos superaron a los bituminosos en la década 2000-2009[cita requerida].
El sector afronta en la actualidad diversos problemas de solvencia. En 2015, cuatro compañías de carbón estadounidenses que cotizan en bolsa solicitaron la protección por bancarrota del Capítulo 11, incluida Patriot Coal Corporation y Walter Energy. En enero de 2016, más del 25 % de la producción de carbón estaba en bancarrota en los EE. UU. incluidos los dos principales productores, Peabody Energy y Arch Coal
. Cuando Arch Coal solicitó la protección por bancarrota, el precio del carbón había caído un 50 % desde 2011 y tenía una deuda de 4500 millones de dólares. El 5 de octubre de 2016, Arch Coal surgió de la protección contra quiebra del Capítulo 11.

#### Cobre

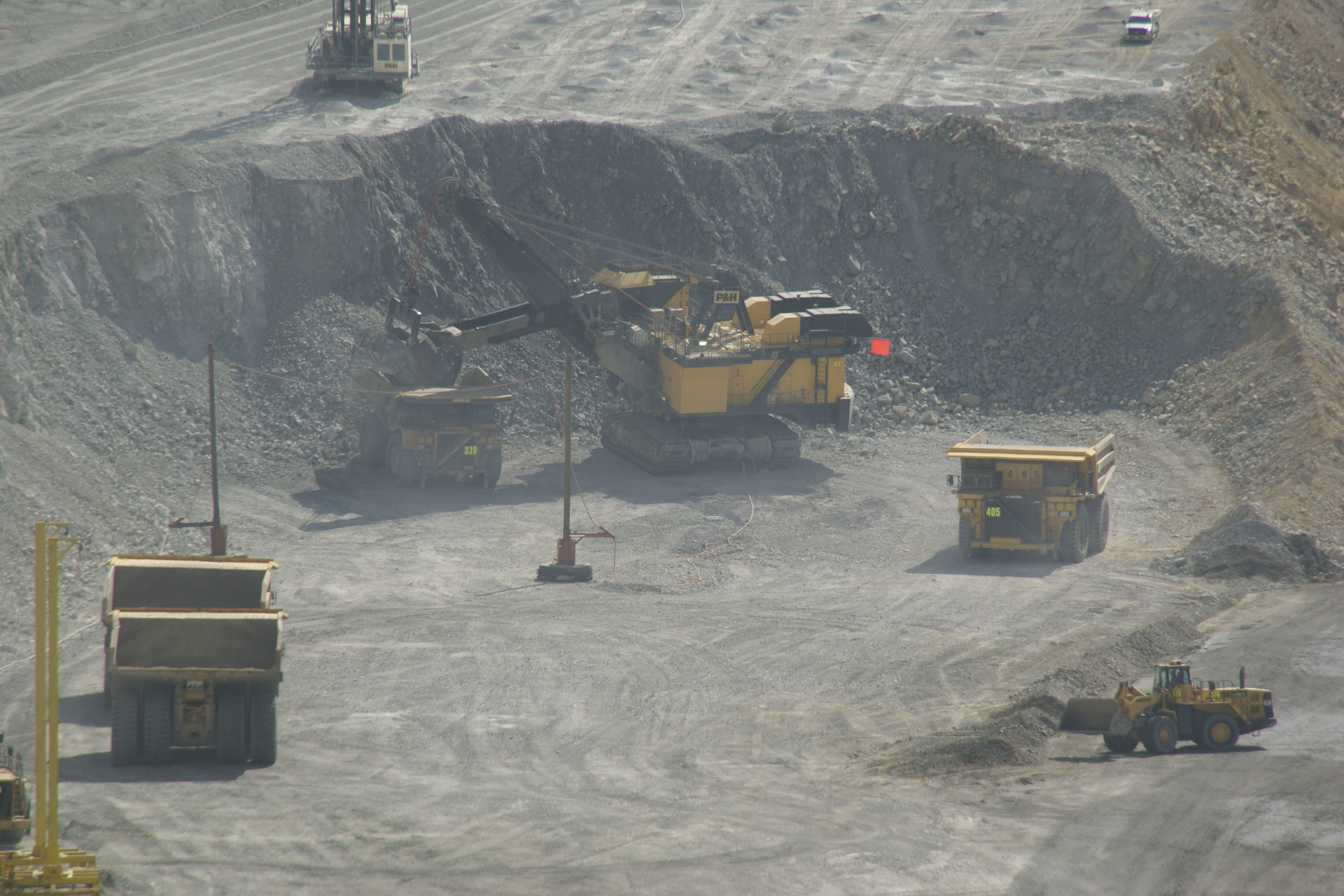
Maquinaria minera en la Mina del cañón de Bingham Utah

La extracción de cobre en los EE. UU. ha sido una industria importante desde el surgimiento del distrito cuprífero del norte de Míchigan en la década de 1840. En 2014, Estados Unidos produjo 1.37 millones de toneladas métricas de cobre, con un valor de 9700 millones de dólares, lo que la convierte en el cuarto mayor productor de cobre del mundo, después de Chile, China y Perú. El cobre se produjo a partir de 27 minas en los EE. UU. los principales estados productores de cobre en 2014 fueron (en orden descendente) Arizona, Utah, Nuevo México, Nevada y Montana. La producción menor también provino de Idaho y Misuri. A partir de 2014, EE. UU. tenía 35 millones de toneladas de reservas remanentes conocidas de cobre, la quinta mayor reserva de cobre conocida en el mundo, después de Chile, Australia, Perú y México.
El cobre en los Estados Unidos se utiliza principalmente en la construcción (43 %) y equipos eléctricos (19 %). En 2014, la nación produjo el 69 % del cobre que usaba, dependiendo de las importaciones de Chile, Canadá, Perú y México para el 31 % restante. La actividad de la minería del cobre aumentó a principios de la década de 2000 debido al aumento continuado en el precio. En 2013, la minería del cobre estadounidense produjo 28 500 toneladas métricas de molibdeno, por un valor de entre 700 y 800 millones de dólares, que representaron el 47 % de la producción total de los EE. UU. En 2014, la extracción de cobre produjo alrededor de 15 toneladas métricas de oro, por un valor de 600 millones de dólares, lo que representó el 7 % de la producción de oro de los Estados Unidos. Otros subproductos del proceso de extracción de cobre incluyeron plata y cantidades menores de renio y metales del grupo del platino. El ácido sulfúrico se recupera en los fundidores de cobre.

#### Oro

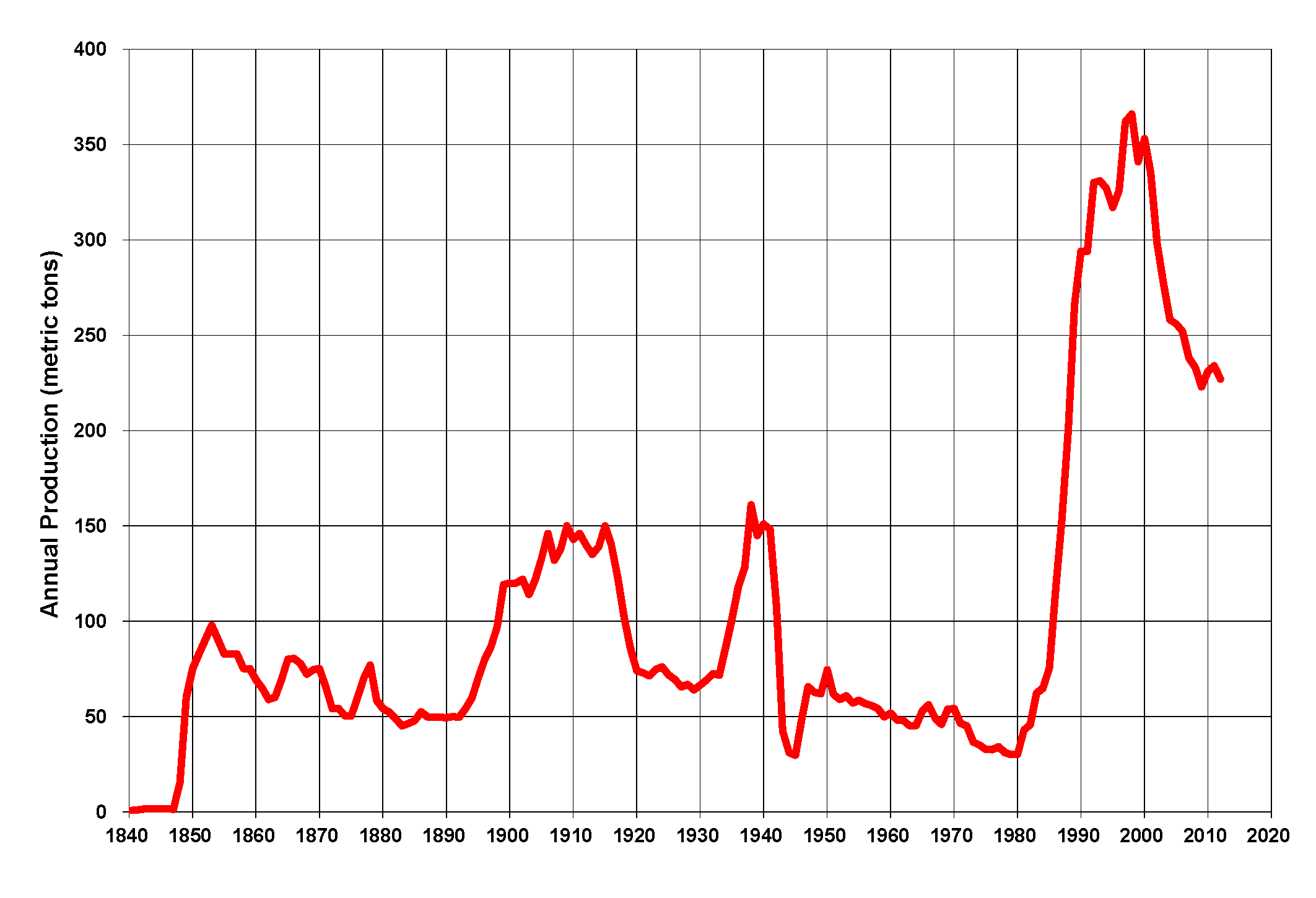
Producción de oro entre 1840 y 2010

La producción de oro de los EE. UU. aumentó enormemente durante la década de 1980, debido a los altos precios del oro y al uso de lixiviación en pilas para recuperar oro de depósitos diseminados de baja ley en Nevada y otros estados. En 2016, Estados Unidos produjo 209 toneladas de oro, valuadas en alrededor de 8500 millones de dólares estadounidenses, y el 6.7 % de la producción mundial, por lo que es la cuarta nación productora de oro, detrás de China, Australia y Rusia. La mayoría del oro producido hoy en los Estados Unidos proviene de grandes minas de lixiviación en pilas a cielo abierto en el estado de Nevada. Estados Unidos es un exportador neto de oro.

#### Hierro
La extracción de hierro en los Estados Unidos produjo 42.5 millones de toneladas métricas de mineral en 2015, por valor de 3800 millones de dólares. El mineral de hierro fue el tercer metal de mayor valor extraído en Estados Unidos, después del oro y el cobre. El mineral de hierro fue extraído de nueve minas activas y tres operaciones de recuperación en Míchigan, Minesota y Utah. La mayor parte del mineral de hierro se extraía en la Cordillera Mesabi del norte de Minesota. Las exportaciones netas (exportaciones menos importaciones) fueron de 3.9 millones de toneladas. El mineral de hierro de EE. UU. representó el 2.5 % del total extraído en todo el mundo en 2015. El empleo a partir de 2014 fue de 5750 en las minas de hierro y las plantas de tratamiento. La minería de hierro de los EE. UU. está dominada por los depósitos de formación de hierro con bandas precámbricas alrededor del Lago Superior, en Minesota y Míchigan; tales depósitos también fueron extraídos en Wisconsin. Durante los últimos 50 años, más del 90 % de la producción de mineral de hierro de EE. UU. se extrajo de los depósitos del Lago Superior.[cita requerida].

## Sector secundario

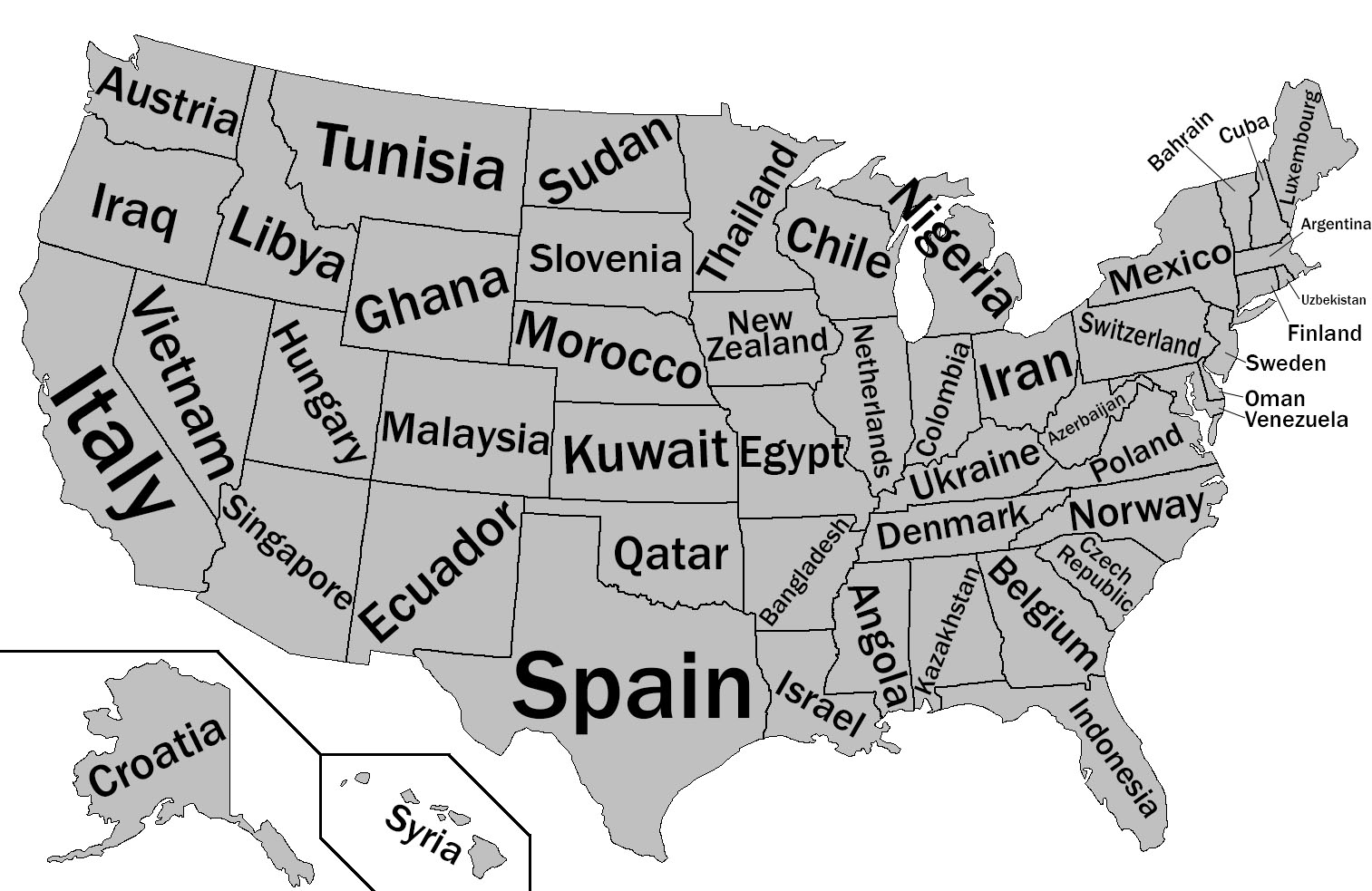
Esta imagen compara los estados estadounidenses con países con un PIB similar aproximadamente en 2012.

### Industria
El Banco Mundial enumera los principales países productores cada año, según el valor total de la producción. Según la lista de 2019, Estados Unidos tiene la segunda industria más valiosa del mundo (2.3 billones USD), solo por detrás de China.
La industria aporta el 20 % del PIB. Se distinguen tres grandes regiones industriales con características diferenciadas.
En el Noreste se encuentra la más potente y dinámica del mundo[cita requerida], que se extiende desde el Lago Erie hasta el océano Atlántico y donde se encuentra la mayor parte de la industria pesada del país. La región de Pittsburg es el núcleo principal de la siderurgia, con una producción y consumo de aluminio que tiende a sustituir al acero. En la región de sureste se encuentra la segunda gran región industrial, donde existe una considerable dispersión de los centros de fabricación. Las explotaciones mineras (hulla en los Apalaches meridionales y hierro en Alabama) y la industria ligera se han visto acompañadas en los últimos años por importantes instalaciones petroquímicas y metalúrgicas (Texas), así como por el desarrollo de numerosas empresas de material electrónico, impulsadas a raíz de las estaciones aeroespaciales como las de Houston y cabo Cañaveral en Florida.
La región industrial del oeste ha experimentado un impulso económico en los últimos 50 años hasta convertirse en uno de los polos de desarrollo de la economía nacional y mundial. Especial importancia tiene la aeronáutica (fábricas Boeing) y la fabricación de misiles, así como numerosas empresas de material electrónico e informático (Facebook, Google, Android, Microsoft, HP entre otras). La importancia de la industria estadounidense puede apreciarse por el lugar que ocupan sus empresas, entre las más importantes del mundo. De las 12 primeras, 5 son estadounidenses. El grupo más destacado es el de la industria informática y del refinado del petróleo (Exxon Mobil, Texaco, Chevron), seguido de las empresas automovilísticas (General Motors, Ford Motor Company).

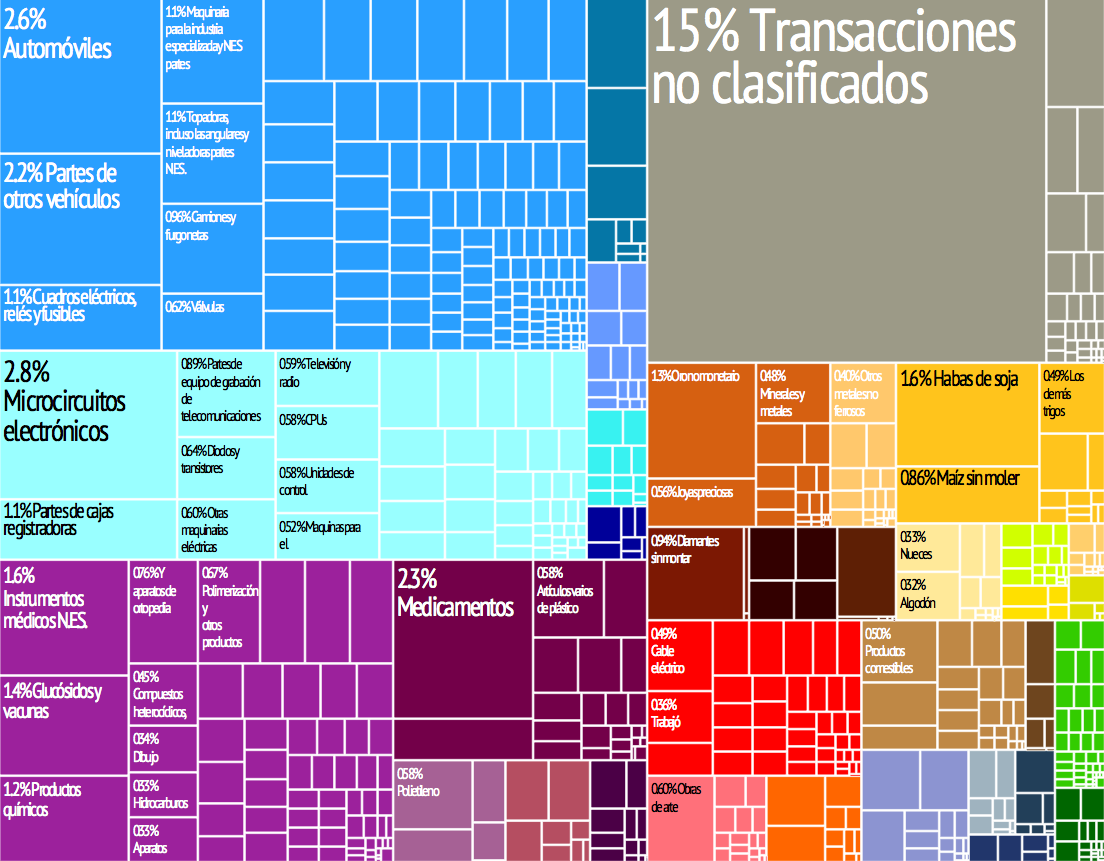
Representación gráfica de los productos de exportación del país en 28 categorías codificadas por color.

### Industria siderúrgica
En 2019, Estados Unidos fue el cuarto mayor productor de acero del mundo (87.9 millones de toneladas).
En 2014, la industria del hierro y el acero en los Estados Unidos fue el tercer productor mundial de acero en bruto (después de China y Japón) y el sexto mayor productor de arrabio. La industria produjo 29 millones de toneladas métricas de arrabio y 88 millones de toneladas de acero. La mayoría del hierro y el acero en los Estados Unidos ahora está hecho de chatarra de esos mismos metales, en lugar de mineral de hierro. Los Estados Unidos también son un importante importador de hierro y acero, así como de productos siderúrgicos. El empleo del sector en 2014 fue de 149 000 personas, y 69 000 en fundiciones. El valor del hierro y el acero producido en 2014 fue de 113 000 millones de dólares. En el año 2015, las principales siderúrgicas de los Estados Unidos incluyeron: AK Steel, Carpenter Technology, Commercial Metals Company, Nucor, Steel Dynamics y U.S. Steel.

### Industria petroquímica

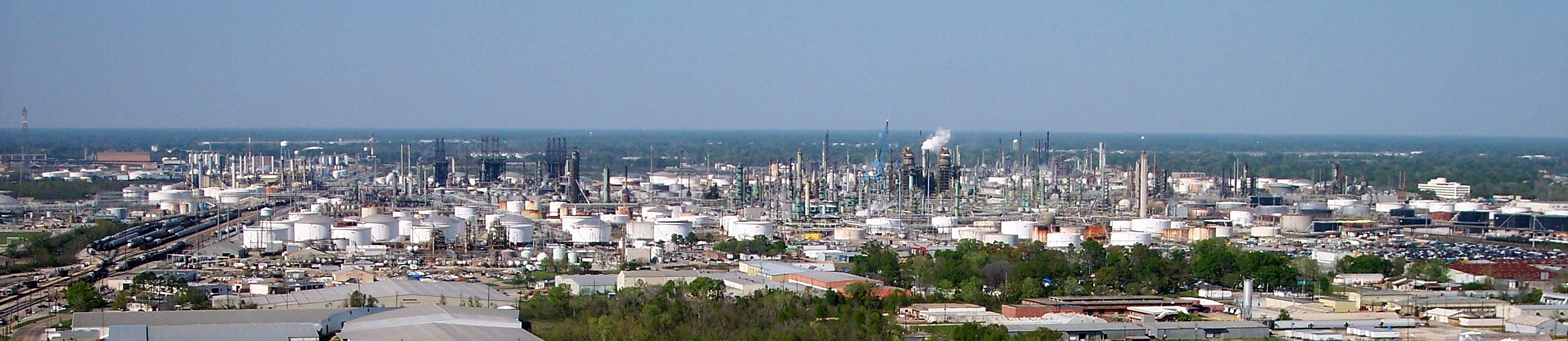
Refinería de ExxonMobil en Baton Rouge

La refinación de petróleo en los EE. UU. en 2013 produjo 18,9 millones de barriles por día de productos refinados de petróleo, más que cualquier otro país. Aunque EE. UU. era el mayor importador neto mundial de productos de petróleo refinado tan recientemente como 2008, el país se convirtió en un exportador neto en 2010, y en 2014 fue el mayor exportador y el mayor exportador neto de petróleo refinado. A fecha de enero de 2015, había 137 refinerías en operación en los Estados Unidos, distribuidas en 30 estados.
La mayoría de las grandes refinerías están cerca de vías navegables, especialmente puertos marítimos o puertos de los Grandes Lagos. La mayor concentración de refinerías se encuentra a lo largo de la costa del Golfo. Aunque hay refinerías en 30 estados, solo tres estados dominan la refinación estadounidense: Texas (47 refinerías), Luisiana (19) y California (18). Desde enero de 2015, estos tres estados contienen el 45 % de todas las refinerías y el 59 % de toda la capacidad de refinación del país.

### Industria automotriz
En 2019, Estados Unidos fue el segundo mayor productor de vehículos en el mundo (10.8 millones).
La industria automotriz en los EE. UU. comenzó en la década de 1890 y, como resultado del tamaño del mercado interno y el uso de la producción en masa, rápidamente se convirtió en la más grande del mundo. Sin embargo, el país fue superado como el mayor productor de automóviles por Japón en la década de 1980, y posteriormente por China en 2008. Los EE. UU. son actualmente el segundo fabricante más grande del mundo en volumen, con aproximadamente 8-10 millones fabricados anualmente. Excepciones notables fueron 5.7 millones de automóviles fabricados en 2009 (debido a la crisis), y los niveles máximos de producción de 8-13 millones de unidades durante la década de 1970 y principios de 2000.
La industria de vehículos de motor comenzó con cientos de fabricantes, pero a fines de la década de 1920 estuvo dominada por tres grandes compañías: General Motors, Ford y Chrysler, todas con sede en el área metropolitana de Detroit. Después de la Gran Depresión y la Segunda Guerra Mundial, estas compañías continuaron prosperando, y Estados Unidos produjo casi tres cuartas partes de todos los automóviles en el mundo en 1950 (8 005 859 de 10 577 426). Comenzando en la década de 1970, una combinación de altos precios del petróleo y una mayor competencia de fabricantes de automóviles extranjeros afectó severamente a las empresas. En los años siguientes, las empresas se recuperaron periódicamente, pero en 2008 la industria estaba en crisis debido a la crisis antes mencionada. Como resultado, General Motors y Chrysler solicitaron una reorganización por bancarrota y fueron rescatados con préstamos e inversiones del gobierno federal.
Antes de la década de 1980, la mayoría de las instalaciones de fabricación eran propiedad de Big Three (GM, Ford, Chrysler) y AMC. Su participación en el mercado de los EE. UU. ha disminuido constantemente a medida que numerosas compañías de automóviles de propiedad extranjera construyen fábricas en los EE. UU. En 2012, lo que significa una nómina total de aproximadamente 2100 millones de dólares, en comparación con los 80 000 empleados estadounidenses de Ford que suministran sus 3300 concesionarios. y los 71 100 empleados estadounidenses de Chrysler que suministran sus 2328 concesionarios.

### Energía

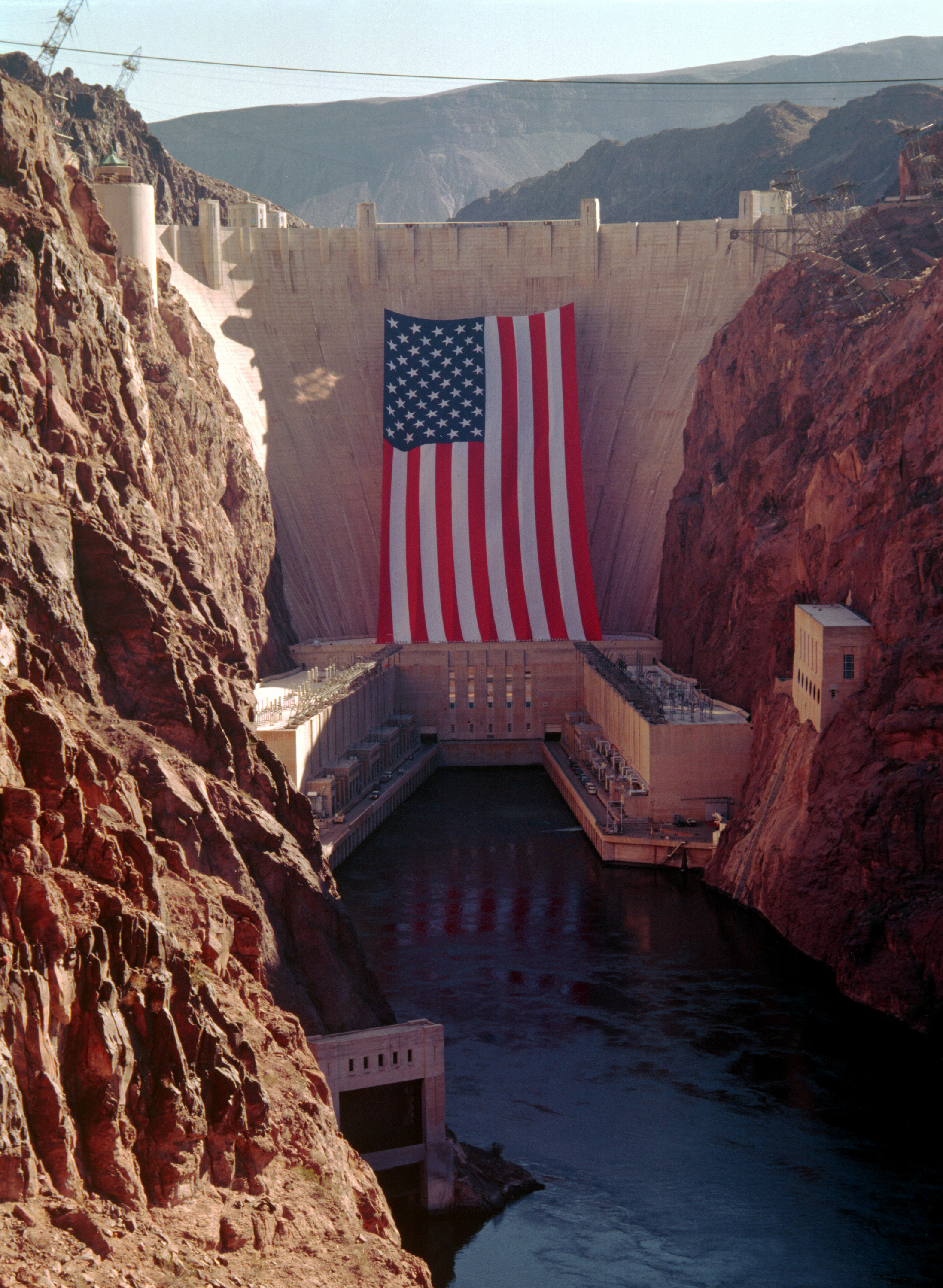
Presa Hoover

En energías no renovables, en 2020, el país fue el mayor productor de petróleo del mundo, extrayendo 11,3 millones de barriles / día. En 2019, el país consumió 19,4 millones de barriles / día. El país fue el segundo mayor importador de petróleo del mundo en 2018 (7.9 millones de barriles / día). En 2015, Estados Unidos también fue el mayor productor mundial de gas natural, 766 200 millones de m³ por año. En la producción de carbón, el país fue el segundo más grande del mundo en 2018: 702,3 millones de toneladas, solo por detrás de China. Estados Unidos es también el país con más centrales atómicas en su territorio: en 2019 había 95 centrales eléctricas, con una capacidad instalada de 97,1 GW.
En energías renovables, en 2020, Estados Unidos fue el segundo mayor productor de energía eólica del mundo, con 117,7 GW de potencia instalada; el segundo mayor productor de energía solar en el mundo, con 75,5 GW de potencia instalada (en ambos, solo detrás de China); y en 2014 fue el cuarto productor más grande de energía hidroeléctrica en el mundo (detrás de China, Brasil y Canadá) con una capacidad instalada de 102 GW.

## Turismo
El turismo es una de las principales fuentes de ingresos de Estados Unidos. Se estima que el número de turistas nacionales, es decir, turistas de un país que visitan otro lugar de ese país, ronda los 1500 millones anuales. Estados Unidos es el tercer país más visitado por turistas extranjeros. Solo pierde ante España y Francia. En 2018, hubo 79.6 millones de turistas internacionales. Es el país que más ingresos recibe del turismo: este año fue de 214 400 millones de dólares.

## Transportes
Estados Unidos dispone de una red de transporte bastante desarrollada. Los ferrocarriles estadounidenses no están nacionalizados, sino que pertenecen a compañías privadas (más de 350). La red ferroviaria cuenta ya con 278 245 km, las principales vías son las transcontinentales tales como Central Pacific, Northern Pacific y Southern Pacific. La red de carreteras es de 6 546 799 km y el número de vehículos que transitan por ellas se aproxima a los 200 millones (de ellos, 150 millones son automóviles de turismo). El transporte por ferrocarril domina el movimiento de distribución de mercancías (37.5 % del total de Estados Unidos), mientras que las carreteras absorben el 82 % del tráfico de pasajeros. Los principales puertos son los de Nueva York, Nueva Orleans, Boston, Houston, Baton Rouge, Filadelfia, Tampa, Norfolk y Baltimore. Los puertos lacustres más grandes son los de Duluth, Detroit, Chicago y Cleveland. El tráfico aéreo es muy intenso debido a las enormes distancias del país y la gran movilidad del estadounidense para buscar trabajo, aunado a las elevadas condiciones de vida del país. El principal centro aéreo es Atlanta, seguido por Nueva York (que cuenta con 4 aeropuertos), Chicago, Los Ángeles, Dallas, Denver, Miami y San Francisco.

## Una sociedad de servicios
El sector servicios genera el 75 % del PIB y ocupa al 68 % de la población activa. Las actividades más importantes son la banca, seguros, enseñanza, investigación, transportes, comercio y turismo.
El sistema bancario estadounidense es el más importante del mundo. Es el más extenso y el más complejo (existen 12 tipos distintos de entidades bancarias), cuya regulación es establecida por el National Bank Act (1864) y completada por la Reserva Federal. El Sistema de Reserva Federal ejerce las funciones de Banco central (emisión de moneda, control del crédito y políticas monetarias). Existen además, otros 12 bancos regionales de la Reserva Federal con funciones de banco central dentro de su distrito. La dirección del sistema corre a cargo de la Junta de Gobernadores.
La proyección extranjera de la banca estadounidense aumento a partir de la Segunda Guerra Mundial hasta llegar a dominar más del 50 % del sistema financiero mundial. Entre los principales bancos cabe destacar los siguientes: Bank of America, JPMorgan Chase, Citigroup, Wells Fargo, entre otros. No obstante, la crisis económica del 2008 obligó al Estado a intervenir económicamente para generar salvatajes de los principales bancos (y empresas) del país, valorados en más de 750 000 millones de dólares.

## Una balanza deficitaria
Fuente

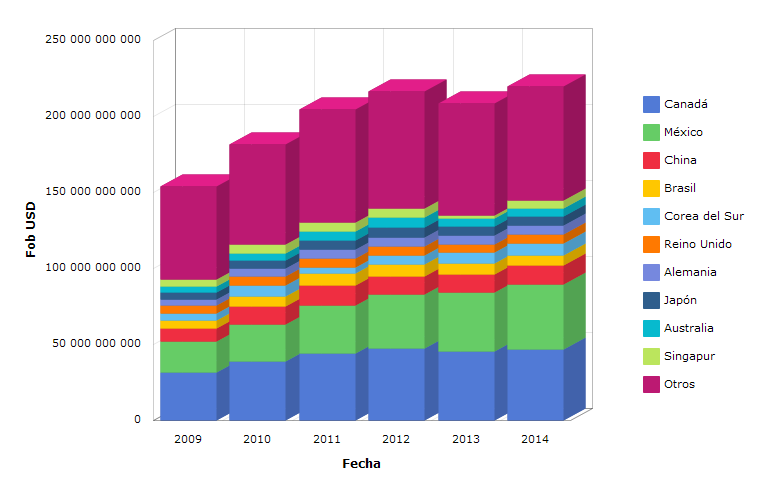
Exportación de maquinaria desde Estados Unidos. (NCE:84) Principales países importadores en los últimos años

Para la economía estadounidense, el comercio exterior tiene un peso inferior al de otros países desarrollados. Las exportaciones representan el 8,5 % del PIB (el porcentaje más bajo dentro del conjunto de los países de la OCDE). Los transformados metálicos y la maquinaria industrial de todo tipo, junto con los productos agrícolas, forestales y minerales son las principales partidas de exportación, mientras que las importaciones (11 % del PIB) se hallan muy diversificadas, figurando a la cabeza las materias primas y los combustibles fósiles.

## Ingresos, crédito y banca

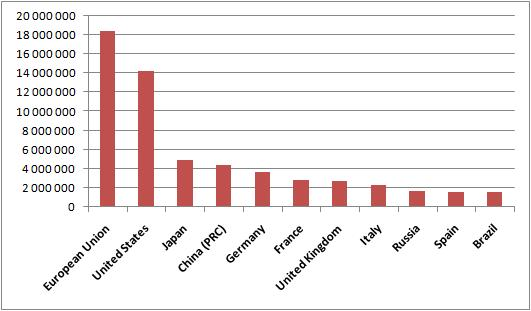
Las diez mayores economías del mundo y de la Unión Europea 2008, medido en GDP nominales (millones de dólares estadounidenses), según el International Monetary Fund.

Hasta el día de hoy no existe un país que haya sobrepasado los patrones económicos generales de los Estados Unidos. El PIB de Estados Unidos es tres veces más grandes que el PIB de la tercera mayor economía del mundo, Japón, con 16 billones de dólares, según el FMI. El ingreso medio de las familias de este país en 2008 fue de aproximadamente 49 500 dólares. Al jubilarse, la mayoría de los trabajadores recibe pagos de seguro social más otras remuneraciones de planes privados de pensiones, además de los beneficios de sus bonos personales. Sin embargo, el 9.2 % de la población vivía por debajo de la punto establecido por el gobierno federal, que en 2008 era un ingreso de menos de 28 500 dólares anuales para una familia de cuatro personas. Las familias con ingreso menor a 28 000 reciben servicio de salud gratuito llamado Medicaid, además de diferentes beneficios, como alimentación para mujeres embarazadas, etc.

### Crédito
Desde la Segunda Guerra Mundial, se han incrementado la práctica de comprar bienes y servicios a crédito. Las compras importantes, como casas, coches y aparatos eléctricos, se pagan a plazos mensuales. Muchos estadounidenses también tienen tarjetas de crédito que les permiten comprar desde ropa hasta pasajes de avión a crédito, y pagar después de un tiempo conforme a una sola cuenta enviada por la compañía acreedora, que generalmente es un banco. Normalmente, el tiempo concedido para pagar es de un mes. Después se cobran intereses.

### Sistema financiero
En 1994, Estados Unidos tenía cerca de 11 060 bancos con más de 70 000 oficinas, de las cuales casi 41 000 pertenecían al sistema operado por la Junta de la Reserva Federal. A través de sus bancos asociados, la Reserva Federal emite dinero, actúa como banco de liquidación financiera y establece las reservas de efectivo que los bancos deben mantener. Al aumentar y reducir estos requerimientos de reservas, y al cambiar la tasa de interés para préstamos a los bancos de los 12 bancos regionales de la Reserva Federal, la Junta de la Reserva Federal puede regular la oferta de dinero y, por ende, tratar de controlar la tasa de inflación de la economía.
Los ahorros individuales por lo general se depositan en cuentas que pagan interés en varios tipos de instituciones bancarias, en asociaciones de ahorro y préstamo, y en cooperativas de crédito creadas por grupos de empleados. Los estadounidenses también tienen la opción de colocar parte de su dinero en títulos de ahorro y certificados de tesorería emitidos por el gobierno federal, o en sociedades inversionistas privadas que invierten el dinero en el mercado de valores.
Casi todos los bancos privados y las instituciones de ahorro cuentan con un seguro proporcionado por el gobierno federal para proteger las cuentas de ahorro individuales hasta por 100 000 USD. La mayor parte del dinero depositado en las cuentas de ahorro es usado por los bancos para financiar la compra o construcción de casas y edificios.

## La naturaleza de los negocios
No todas las personas que inician negocios sueñan con sociedades mercantiles enormes, multimillonarias y con ventas a nivel internacional. Hay muchos que solo quieren vender bienes tales como frutas y verduras, aparatos domésticos, ropa, u ordenadores, para poder ser «sus propios jefes». Estas pequeñas empresas son parte importante de la economía. Muchas de ellas proporcionan bienes y servicios necesarios en barrios urbanos, en poblaciones pequeñas o en zonas rurales donde las grandes compañías tal vez no prestan un servicio adecuado.
En 1993, más de 700 000 empresas de este tipo iniciaron sus negocios en los Estados Unidos. Muchas cadenas grandes de tiendas empezaron con un solo establecimiento. Ese es el tipo de éxito que puede encontrarse a través de la historia de Estados Unidos.
La compañía Coca-Cola, que distribuye su gaseosa en el mundo entero, empezó cuando un farmacéutico mezcló la primera Coca-Cola y comenzó a venderla en la ciudad de Atlanta, Georgia.
Una de las compañías de alimentos más famosas de los Estados Unidos es la H. J. Heinz Co., que se especializa en encurtidos, mostaza, y salsa de tomate. Se inició cuando un adolescente empezó a vender diversos artículos comestibles de puerta en puerta y por la calle.
Antes de que un joven inventor llamado George Eastman se diera a conocer en los años 1880, las cámaras eran muy difíciles de usar y solo un experto podía manejarlas bien. Las fotografías se hacían sobre láminas de vídeo y el equipo era muy difícil de transportar. Eastman inventó un nuevo tipo de película que era flexible y podía colocarse en un carrete. También fabricó una cámara que usara su película. Empezando en una oficina pequeña, fundó la ya enorme compañía Eastman Kodak y abrió el camino para las innumerables compañías fotográficas que existen hoy.
Los pantalones vaqueros que todos los adolescentes del mundo conocen, fueron inventados por un vendedor de telas pobre que vendió los primeros pares a los mineros en California en los años 1850. Su compañía, Levi Strauss, sigue siendo una de las mayores fabricantes de ropa estadounidenses.
Las muchas leyes y reglamentos del capitalismo estadounidense moderno no han impedido que personas con ideas y sueños inicien empresas nuevas. Un ejemplo de los años setenta es el de dos jóvenes que pensaron que podían construir una computadora nueva y mejor. Trabajaron durante meses en la fabricación de la máquina, y después empezaron a reunir dinero para financiar su producción a gran escala. Uno de ellos vendió su automóvil para obtener el capital necesario. En 1977 abrieron una compañía a la que llamaron Apple Computer Corporation. Para finales de 1984, esa compañía era una de las mayores fabricantes de computadoras de los Estados Unidos, con un personal de cerca de 4500 trabajadores.
Historias como esta son las que crean una imagen de los Estados Unidos como lugar donde una persona puede pasar de la miseria a la riqueza, y mucha gente lo ha hecho. Sin embargo, otros han fracasado y otros más no han querido arriesgarse a ser dueños de sus propios negocios.
Uno de los cambios más importantes de las últimas décadas ha sido el paso de la producción de bienes a la prestación de servicios como característica dominante de la economía estadounidense. Mientras que antes la mayoría de los trabajadores estadounidenses producían bienes reales, desde dentífricos hasta neumáticos, hoy trabajan en el sector de la economía que se define globalmente como prestación de servicios. Las industrias de servicios comprenden el comercio al menudeo, los hoteles y los restaurantes, las comunicaciones y la educación, los espectáculos y la recreación, los gobiernos federal y local, la administración de oficinas, la banca y las finanzas, y muchos otros tipos de trabajo. Al mismo tiempo, conforme muchas empresas manufactureras tradicionales de los Estados Unidos decrecen o crecen lentamente, surgen compañías nuevas que están creando productos y servicios cibernéticos, aeroespaciales o bioquímicos de alta tecnología.

## Trabajo de las mujeres
En 2016, los Estados Unidos se sitúan en el decimoséptimo rango de los países de la OCDE para la tasa de trabajo de las mujeres. Según un estudio de la Oficina del Censo de los Estados Unidos de 2014, las asalariadas ganan por término medio el 21 % menos que sus colegas hombres. La desviación se acentúa cuando son negras (el 36 % menos) o hispánicas (44 %). Los Estados Unidos cuentan entre los cuatro países - con Suazilandia, Lesoto, y Papúa Nueva Guinea - a no garantizar  licencia de maternidad.

## Estados Unidos en el contexto internacional
Estados Unidos pasó de ser una economía emergente a convertirse en la superpotencia dominante en todos los ámbitos a nivel mundial, ayudado en parte por la explosión de las guerras mundiales, la inmigración, y su clara apuesta por el capitalismo. No obstante, ya en los años 20 su renta per cápita había superado en promedio a la región que hoy se denomina Eurozona (Estados de la Unión Europea que utilizan el euro como moneda oficial). De hecho, hoy en día, a pesar de su población (es el tercer país más poblado después de China y la India), Estados Unidos es el 5.º país del mundo en renta individual. Además, dado que su tasa de natalidad no es excesivamente baja (fruto de la inmigración) y su crecimiento económico se mantiene firme, las perspectivas a partir de datos del Banco Mundial y el Foro Económico Mundial:
| Indicador                                      | Valor                                      | Posición en el mundo                                          | Incremento                                                                             |
| ---------------------------------------------- | ------------------------------------------ | ------------------------------------------------------------- | -------------------------------------------------------------------------------------- |
| Producto interior bruto nominal (billones USD) | 16.66 Fuente: Banco Mundial (2009)         | Países más ricos del mundo por PIB Puesto 1.º                 | 9,76 en 2000 (incr: 46 %) Fuente: Ficha de Estados Unidos en Banco Mundial.            |
| Superficie (km²)                               | 9 826 630 Fuente: Banco Mundial (2008)     | Países más extensos del mundo Puesto 3.º                      | -                                                                                      |
| Población (millones de personas)               | 307.01 Fuente: Banco Mundial (2009)        | Países más poblados del mundo Puesto 3.º                      | 282,22 en 2000 (incr: 8,8 %) Fuente: Ficha de Estados Unidos en Banco Mundial.         |
| Emisiones de CO2 (toneladas)                   | 19.30 Fuente: Banco Mundial (2007)         | Países con mayores emisiones de CO2 Puesto 2.º                | 21,11 en 2000 (incr: -8,6 %) Fuente: Ficha de Estados Unidos en Banco Mundial.         |
| Renta per cápita (miles de USD)                | 54.44 Fuente: Banco Mundial (2009)         | Países con mayor renta per Cápita Puesto 5.º                  | 34,40 en 2000 (incr: 35 %) Fuente: Ficha de Estados Unidos en Banco Mundial.           |
| Tasa de natalidad (hijos por mujer)            | 2.00 Fuente: Banco Mundial (2008)          | Países con mayor natalidad (hijos por mujer) Puesto 137.º     | 2,06 en 2000 (incr: -2,7 %) Fuente: Ficha de Estados Unidos en Banco Mundial.          |
| Usuarios Internet (%)                          | 75.8 Fuente: Banco Mundial (2008)          | Países con mayor tasa de usuarios de Internet Puesto 10.º     | 43,9 en 2000 (incr: 72,5 %) Fuente: Ficha de Estados Unidos en Banco Mundial.          |
| Promedio de días para crear una empresa (días) | 6 Fuente: Banco Mundial (2009)             | Países más rápidos para montar una empresa Puesto 155.º       | 5 en 2003 (incr: 20 %) Fuente: Ficha de Estados Unidos en Banco Mundial.               |
| Consumo de energía por habitante (kilogramos)  | 7759 Fuente: Banco Mundial (2007)          | Países con mayor consumo de energía por habitante Puesto 10.º | 8173 en 2000 (incr: -5.1 %) Fuente: Ficha de Estados Unidos en Banco Mundial.          |
| Terreno dedicado a agricultura (%)             | 44.9 Fuente: Banco Mundial (2007)          | Países con más terreno dedicado a la agricultura Puesto 79.º  | 45,23 en 2000 (incr: -0.7 %) Fuente: Ficha de Estados Unidos en Banco Mundial.         |
| Potencia eléctrica consumida (kilovatios-hora) | 13 638 Fuente: Banco Mundial (2007)        | Países con más potencia eléctrica consumida Puesto 10.º       | 13 668 en 2000 (incr: -0,2 %) Fuente: Ficha de Estados Unidos en Banco Mundial.        |
| Superficie forestal (km²)                      | 3 034 070 Fuente: Banco Mundial (2007)     | Países con mayor superficie forestal Puesto 4.º               | 3 022 940 en 2000 (incr: 0,4 %) Fuente: Ficha de Estados Unidos en Banco Mundial.      |
| Carreteras pavimentadas (%)                    | 82.7 Fuente: Banco Mundial (2013)          | Países con más carreteras pavimentadas Puesto 25.º            | 58.8 en 2000 (incr: 11,1 %) Fuente: Ficha de Estados Unidos en Banco Mundial.          |
| Índice de Competitividad Global                | 5.43 Fuente: Foro Económico Mundial (2011) | Países más competitivos Puesto 4.º                            | 5.61 en 2007 (incr: -3,2 %) Fuente: Ficha de Estados Unidos en Foro Económico Mundial. |

## Comercio exterior

### Importaciones
Se presentan a continuación las mercancías de mayor peso en las importaciones de Estados Unidos para el período 2010-hasta julio de 2015. Las cifras están expresadas en dólares estadounidenses valor FOB.

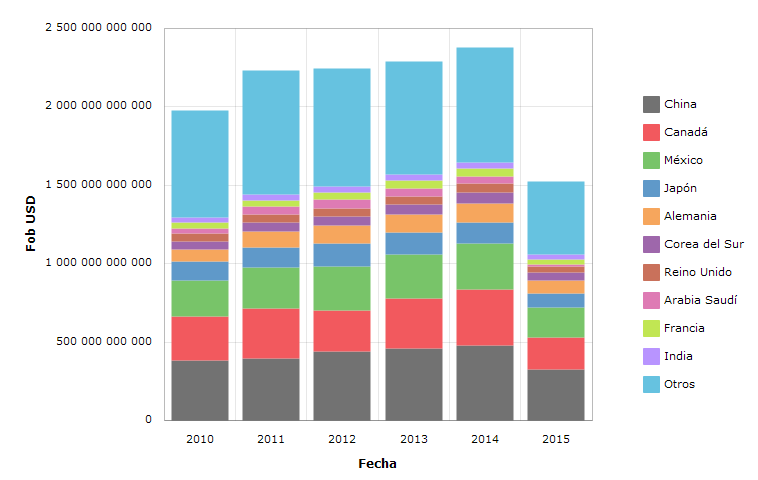
Importaciones de Estados Unidos del periodo 2010-hasta agosto de 2015 expresadas en USD valor FOB. [http://trade.nosis.com/es/Comex/Importacion-Exportacion/Estados-Unidos/Todas-las-posiciones-arancelarias/US/00 Fuente

En 2016 los Estados Unidos importó 2,12 billones de dólares, lo que es el importador más grande en el mundo. Durante los últimos cinco años las importaciones de Estados Unidos han disminuido a una tasa anualizada del -0,2 %, de 2,06 billones de dólares en 2011 a 2,12 billones de dólares en 2016. Las importaciones más recientes son lideradas por Coches, que representa el 8,17 % de las importaciones totales de Estados Unidos, seguido por Petróleo Crudo, que representa el 4,69 %.
| Fecha Mercadería por capítulo arancelario | 2010              | 2011              | 2012              | 2013              | 2014              | enero-julio de 2015 |
| --- | ----------------- | ----------------- | ----------------- | ----------------- | ----------------- | ------------------- |
| 27 - combustibles minerales, aceites minerales y productos de su destilación; materias bituminosas; ceras minerales | 365 538 900 920   | 462 775 846 120   | 431 788 592 086   | 389 459 528 592   | 354 476 503 618   | 128 524 051 372     |
| 84 - calderas, máquinas, aparatos y artefactos mecánicos; partes de estas máquinas o aparatos | 257 698 596 677   | 275 017 828 880   | 314 996 067 701   | 309 675 671 447   | 330 668 508 027   | 192 251 417 937     |
| 85 - máquinas, aparatos y material eléctrico, y sus partes | 264 773 612 923   | 281 984 532 053   | 288 232 182 154   | 299 711 079 751   | 318 530 626 753   | 181 468 402 825     |
| 87 - vehículos automóviles, tractores, velocípedos y demás vehículos terrestres, sus partes y accesorios | 185 725 910 469   | 206 213 093 692   | 186 532 857 660   | 235 219 028 300   | 260 616 703 556   | 160 320 220 567     |
| 90 - instrumentos y aparatos de óptica, fotografía o cinematografía, de medida, control o precisión; instrumentos y aparatos medicoquirurgicos; partes y accesorios de estos instrumentos o aparatos                                               | 58 888 694 613    | 66 978 695 649    | 69 367 830 957    | 72 107 777 484    | 75 486 179 103    | 43 226 896 550      |
| 30 - productos farmacéuticos | 67 193 615 890    | 66 150 901 674    | 65 066 360 395    | 63 323 963 235    | 72 789 406 980    | 49 225 124 352      |
| 71 - perlas naturales o cultivadas, piedras preciosas o semipreciosas, metales preciosos, chapados de metal precioso (plaque) y manufacturas de estas materias; bisutería; monedas                                                                 | 54 433 719 889    | 69 156 808 189    | 63 597 041 879    | 66 134 096 856    | 64 284 640 662    | 35 949 199 281      |
| 29 - productos químicos orgánicos | 60 465 658 376    | 57 144 095 086    | 54 372 293 029    | 54 554 733 165    | 55 884 504 806    | 31 303 715 057      |
| 98 - provisiones de todos los capítulos arancelarios | 42 204 734 218    | 46 173 935 416    | 53 463 085 634    | 57 402 552 703    | 62 072 488 644    | 37 783 573 384      |
| 94 - muebles; mobiliario medicoquirúrgico; artículos de cama y similares; aparatos de alumbrado no expresados ni comprendidos en otra parte; anuncios, letreros y placas indicadoras luminosos y artículos similares; construcciones prefabricadas | 41 250 071 967    | 43 055 898 570    | 47 792 645 549    | 51 328 379 970    | 55 971 856 046    | 34 374 938 270      |
| Demás capítulos | 575 849 022 092   | 655 513 101 110   | 669 622 065 277   | 687 938 046 623   | 730 984 991 562   | 434 106 598 183     |
| Total | 1 974 022 538 034 | 2 230 164 736 439 | 2 244 831 022 321 | 2 286 854 858 126 | 2 381 766 409 757 | 1 328 534 137 778   |

### Exportaciones
Se presentan a continuación los principales socios comerciales de Estados Unidos para el periodo 2010-hasta julio de 2015. La mayoría de sus importadores están concentrados en Asia, América y Europa. Las cifras expresadas son en dólares estadounidenses valor FOB.

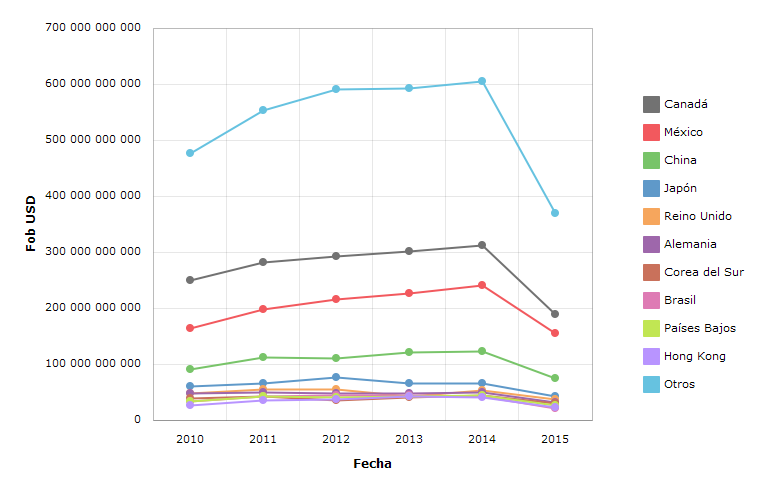
Exportaciones de Estados Unidos del periodo 2010-hasta agosto de 2015 expresadas en USD valor FOB. [http://trade.nosis.com/es/Comex/Importacion-Exportacion/Estados-Unidos/Todas-las-posiciones-arancelarias/US/00 Fuente

En 2016 los Estados Unidos exportó 1.32 billones de dólares, lo que es el 2.º exportador más grande en el mundo. Durante los últimos cinco años las exportaciones de Estados Unidos han disminuido a una tasa anualizada del -0.8 %, de 1.34 billones de dólares en 2011 a 1.32 billones de dólares en 2016. Las exportaciones más recientes son lideradas por la exportación de Aviones, helicópteros, y / o de la nave espacial, que representa el 4.47 %de las exportaciones totales de Estados Unidos, seguidas por Refinado de Petróleo, que representan el 4.33 %.
| Fecha País importador | 2010              | 2011              | 2012              | 2013              | 2014              | Enero-julio de 2015 |
| --------------------- | ----------------- | ----------------- | ----------------- | ----------------- | ----------------- | ------------------- |
| Canadá                | 249 256 459 292   | 282 366 869 241   | 292 342 245 799   | 301 381 091 081   | 312 125 210 488   | 166 010 189 117     |
| México                | 163 658 416 920   | 198 288 737 278   | 215 907 060 828   | 226 079 069 503   | 240 305 533 012   | 138 296 965 963     |
| China                 | 91 883 380 671    | 113 003 489 855   | 110 515 573 703   | 121 736 380 464   | 124 019 920 819   | 64 135 447 510      |
| Japón                 | 60 471 852 133    | 65 999 597 159    | 76 865 648 146    | 65 205 775 997    | 66 676 310 228    | 37 437 285 986      |
| Reino Unido           | 48 868 847 560    | 56 090 326 110    | 54 811 777 714    | 43 726 268 143    | 53 865 053 866    | 32 950 575 289      |
| Alemania              | 48 155 263 220    | 49 294 189 419    | 49 033 381 048    | 48 027 771 457    | 49 712 464 845    | 28 917 617 091      |
| Corea del Sur         | 38 913 904 626    | 42 126 455 198    | 36 577 633 801    | 41 020 730 581    | 44 661 161 951    | 25 989 788 388      |
| Países Bajos          | 33 655 311 485    | 42 227 119 015    | 40 418 344 672    | 42 439 995 759    | 43 785 589 073    | 23 932 285 467      |
| Hong Kong             | 26 570 450 803    | 36 398 784 628    | 37 470 502 925    | 42 341 890 212    | 40 877 068 742    | 20 758 429 714      |
| Resto del mundo       | 476 468 734 908   | 554 014 424 888   | 591 613 217 200   | 593 521 524 698   | 606 000 819 098   | 326 371 856 518     |
| Total                 | 1 272 109 756 557 | 1 482 791 946 696 | 1 549 362 554 059 | 1 569 599 036 579 | 1 624 447 164 097 | 884 572 896 557     |

## Historia
Entre 1830 y el fin de la Segunda Guerra Mundial, los derechos aduaneros estadounidenses figuraban entre los más altos del mundo. Además, el país ya gozaba de un alto grado de protección «natural» por el costo que tenía el transporte hasta la década de 1870. La industria estadounidense fue la más protegida del mundo hasta 1945.

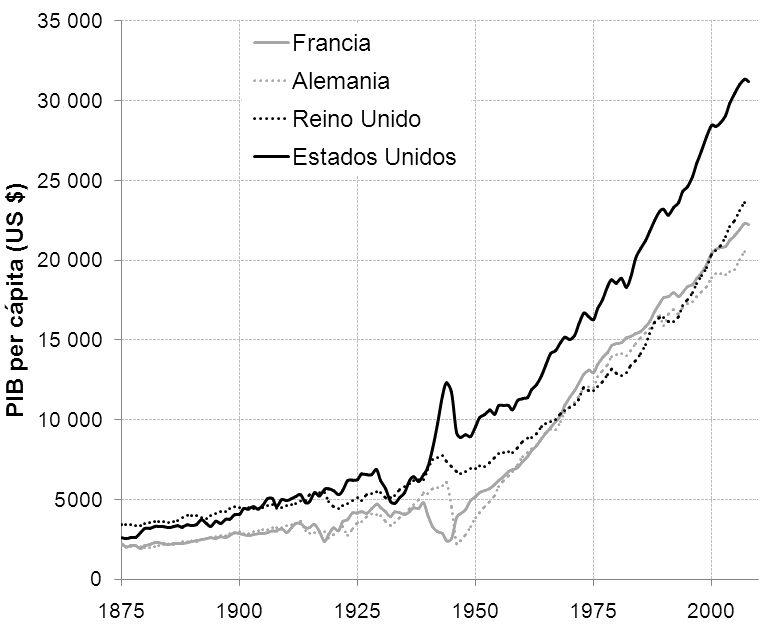
Comparación del PIB per cápita nominal de Alemania, Francia, Reino Unido y Estados Unidos, durante el, basado en World Population, GDP and Per Cápita GDP, 1-2010 AD.

Desde el primer cuarto del siglo XX (1925 aproximadamente), la renta per cápita nominal de los Estados Unidos superó a la de Gran Bretaña y los demás países europeos. En el período más reciente los años 1940-1975 se caracterizaron por un rápido crecimiento del PIB y la renta per cápita que afectó bastante igualitariamente a todos los niveles de ingreso. De 1980 a 2000 se ha registrado un aumento de la renta notable del 20 % de más rico, deteriorándose ostensiblemente la situación del 20 % más pobre, hecho que ha sido ampliamente discutido por economistas como Paul Krugman.
En los años 1980, la política monetaria de la administración Reagan se traduce por una fuerte subida de los tipos de interés de los Estados Unidos y el dólar es revaluado por el 50 %. Esta política genera una explosión de la deuda de los países de América Latina, estos que generalmente utilizan el dólar para reembolsar las sumas debidas. En Francia, el presidente François Mitterrand también lamenta esta política: «Estados Unidos nos hace pagar por su desempleo y su déficit. Nosotros somos los que permitimos que Reagan continúe con una política que nos aplasta».
Para 2008, las ganancias corporativas cayeron en 250 000 millones de dólares, y el sector financiero disminuyó sus ganancias a 178 000 millones de dólares. Las causas son un menor gasto de los consumidores durante el segundo semestre del 2008, y una menor demanda internacional de los bienes y servicios estadounidense.
Las ventas minoristas cayeron 1.1 % en marzo con respecto al marzo anterior. Los declives se registraron desde electrodomésticos a muebles y vestido -las ventas minoristas descendieron 11 % respecto a marzo de año pasado-. Esto se debe a que los consumidores, que representan el 70 % de la actividad económica de Estados Unidos, están teniendo cautela en sus gastos ya que son afectados por la debilidad del mercado laboral y el pronunciado declive del patrimonio inmobiliaro.